# ボストン
ボストン（英語: Boston、英語:  [ˈbɒstən] ( 音声ファイル)）は、アメリカ合衆国のマサチューセッツ州北東部サフォーク郡にある世界都市。同州最大の都市かつ州都であり、同郡の郡庁所在地でもある。イギリスの影響を強く受けているアメリカで最も歴史の古い街の1つであり、「ニューイングランドの首都」と言われることもある。また、ハーバード大学、MITなどが同州のボストン圏にあり、世界有数の大学都市としても有名である。

## 概要
1630年9月7日にイングランドのボストン出身の清教徒が街造りを開始した歴史ある都市である。ボストンはアメリカ最初の公園であるボストンコモン（1634年）、アメリカ最初の公立学校であるボストン・ラテン・スクール（1635年）、アメリカ最初の地下鉄（1897年） など常に先導的な役割を果たしてきた。アメリカ独立戦争ではボストン虐殺事件やボストン茶会事件などの歴史的な出来事がボストンで起こり、独立後ボストンは製造業の中心地となり、重要な貿易港に発展した。その長く豊かな歴史に引き付けられて、現在年間1630万人の観光客がこの地を訪れている。
市内及び周辺地域には世界トップクラスの高等教育機関があり、法学・経済学・医学・機械工学の分野は特に有名である。ボストンは金融・ビジネスサービス・バイオテクノロジー・ITテクノロジー関連の企業が多く、面積当たりの雇用の数はニューヨーク・ワシントンD.C.に次いで多い。
ボストンからは数々の有名な投資家が世に出て、アメリカ投資信託の清算制度をめぐりニューヨークの同業と競い、また一般投資家の世論を相手に戦った。結果として20世紀の後半にジェントリフィケーション（高級住宅地化と低所得者の排除）が進み、家賃・地価は1990年代から急激に上昇している。かつてのボストン金融街の名を冠するステート・ストリート、またミューチュアル・ファンド大手のフィデリティ・インベストメンツの本社が立地する。
世界の143主要都市を対象とした2008年の調査ではボストンは生活費の高さで99位にランクされている。他方で、ボストンは「住みやすい都市」の評価で上位にランクされる。世界の215主要都市を対象とした2009年の調査では、ボストンは住みやすさで35位にランクされている。治安も良く、アメリカ国内でも最も安全な都市の一つとされている。
2019年、世界都市ランキングにおいて世界第21位の都市と評価されており、アメリカではニューヨーク・ロサンゼルス・シカゴ・ワシントンD.C.に次ぐ第5位であった。2021年、イギリスのシンクタンクの調査で世界12位の金融センターと位置付けられた。

## 歴史

### 開拓・独立後の製造業

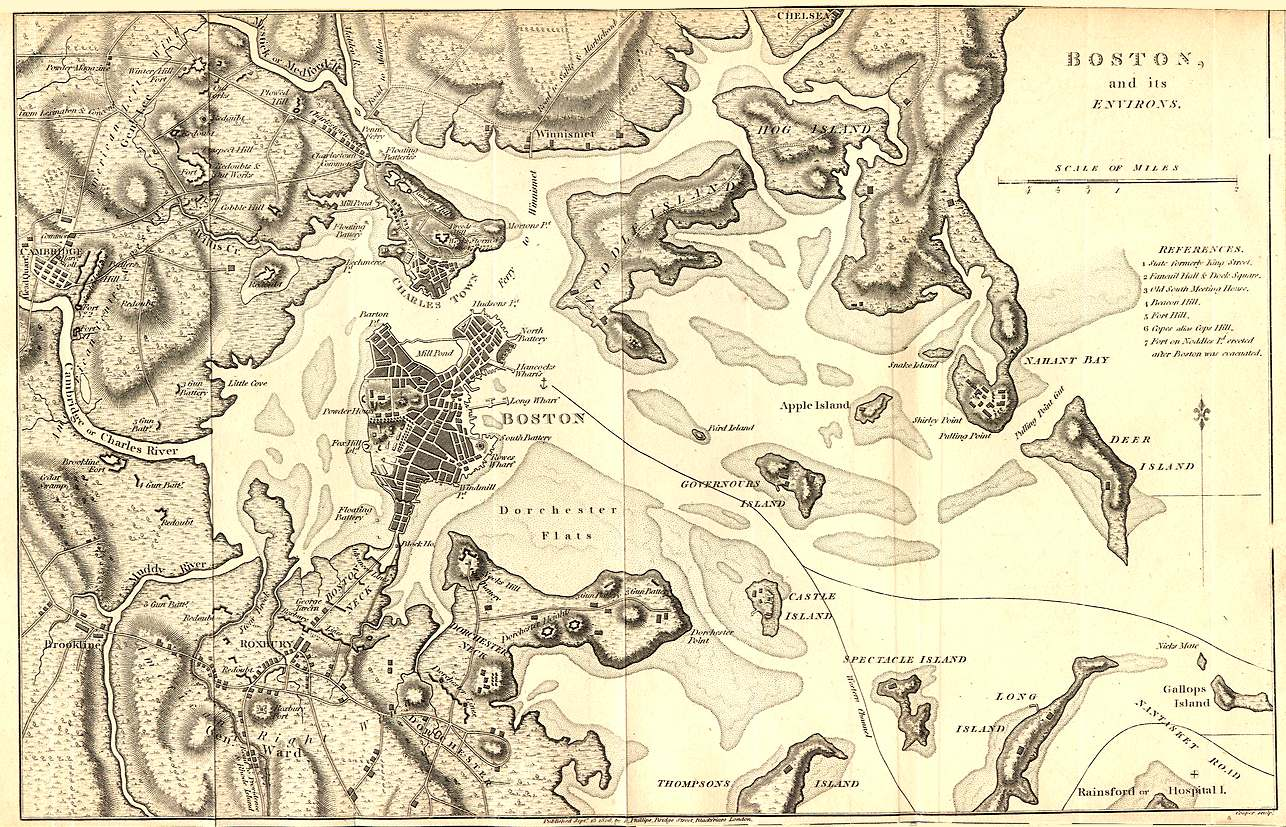
植民地時代のボストン。昔のショーマット半島は、狭い地峡だけで本土へつながり、マサチューセッツ湾とチャールズ川河口のバックベイに囲まれていた。市内でネイティブ・アメリカンらの遺跡が発掘されており、それによれば紀元前5000年から人が居住していた。

1630年9月7日にイングランドから来た清教徒たちの手によってショーマット半島に築かれた。マサチューセッツ湾植民地の清教徒は、1620年にプリマス植民地（現在のマサチューセッツ州ブリストル郡、プリマス郡、バーンスタブル郡）を建設した入植者（ピルグリム）と混同されることがある。しかし、両者は異なる宗教的実践を有しており、歴史的に見て別々のグループである。ボストンはオリバー・クロムウェルの台頭から当分ロイヤリストであるアンソニー・アービー一族の地盤だった。1652年造幣局が設立されたが、まだ鉱山開発の余裕も技術もない時代であったのでずっと銀貨を悪鋳しており、1684年に本国が植民地の特許状を取り消し閉鎖してしまった。1691年10月7日にプリマス植民地をメイン植民地などと共にマサチューセッツ湾植民地に付属するという公式宣言がなされ、マサチューセッツ湾岸県が設立された。この宣言は翌年5月14日に有効になった。
ボストンは17世紀にアカディアと交易して繁栄した。カナダは麦・魚・毛皮を産した。しかし通貨供給量が足りなかった。原住民の貝殻玉を1670年まで法貨とするほどであったが、サンゴバン等のガラス製レプリカにより価値を喪失した。そこでアカディアの商人は、特産物の倉荷証券と引き換えにボストンから生活物資を調達した。ポート・ロワイヤルの要塞を守る軍靴等がボストンから調達された。ボストン商人もアカディアへ出張した。ポート・ロワイヤルに倉庫をもって、砂糖・蜜・酒・服・食器・その他日用雑貨を売った。結果としてフランスからカナダへ送られた正貨は慢性的に流出した。イギリス・フランス間のアカディアはドイツ・フランス間のアルザスと似て、国益より地縁と商売を取った。
地元教会と懇ろであったボストン商人ヒュー・ホール・ジュニアは、ジョン・レバレットの孫（祖父に同名、7代目ハーバード大学学長）に南海会社重役へ紹介してくれるよう頼んでいた。1720年に南海泡沫事件が起こった。
1721年から翌年にかけて、ボストンに天然痘が大流行した。接種技術は輸入された。フリーメイソンを含む人、そして物・金・郵便・病原体がボストン港で往来した。1721年と1728年には土地を担保に発券する公立銀行が設立された。市場経済に巻き込まれた農民・職人勢力の一部からも支持されて、反体制派の中産階級が通貨不足を打開するという目的で設立を推進した。1739年から1740年代初頭にかけて植民地では、銀行券を土地兌換とするか、または厳格に銀兌換とするかで、前者を支持する中産階級以下と、後者を支持する大商人・大地主との間に、深刻な対立・抗争が起こった。1741年に銀行規制法ができて、これら土地兌換銀行と銀兌換銀行の両方を解散させてしまった。ジョージ王戦争の戦費を調達するため政府証券が増発されて、銀行・通貨をめぐる改革運動は立ち消えとなった。

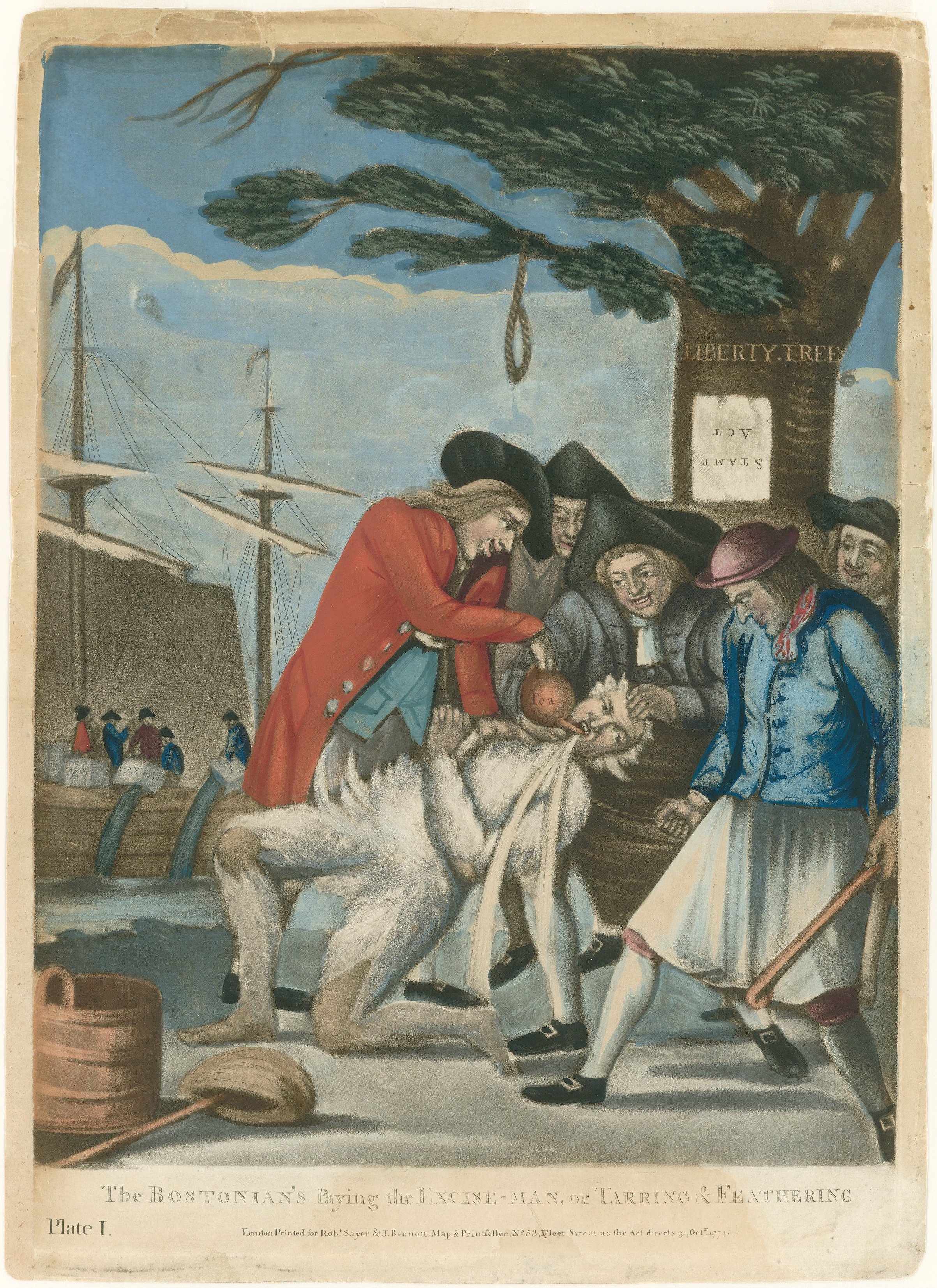
関税官吏ジョン・マルコムを襲うボストン市民。左手ではその数週間前に起きたボストン茶会事件で茶が投げ捨てられる場面が描かれている。(1774年1月)

七年戦争が起こる頃にはイングランド銀行の金融力がイギリス帝国を支配した。1770年代にイギリスは主に課税面で13植民地に対する支配を強めようとした。このことが、ボストン市民をアメリカ独立戦争の開戦へ駆り立てることとなった。ボストン虐殺事件とボストン茶会事件に加え、レキシントン・コンコードの戦い・バンカーヒルの戦い・ボストン包囲戦などの初期のいくつかの戦闘もボストンまたはその近郊で起こった。この時ポール・リビアがイギリス軍の進撃を伝えるために徹夜で馬を飛ばしたのは有名な出来事である。
1783年パリ条約が締結され、ロイヤリストが馴染みのアカディアへ逃亡した。1784年7月5日にジェイムズ・ボーディンやジョン・ハンコックといった名望家がマサチューセッツ銀行を創立した。ジェイムズは初代頭取となった。マサチューセッツ銀行は、当時の法的に従属する関係に関わらず、第一合衆国銀行に対等で競争的な経営を展開したといわれる。この銀行は1928年に旧植民地信託銀行となった。翌年ファースト・ボストン（現クレディ・スイス）に買収されたが、しかしグラス・スティーガル法により再び別れた。旧植民地信託銀行は1968年パットマン報告書によるとボストンの信託資産総額における38.0％を運用した。1996年にボストン銀行となり、2005年にバンカメとなった。
アメリカ合衆国が独立してからも国際貿易港であるボストンは栄え続けた。輸出品は従来と変わらずラム酒・魚・塩・タバコなどであった。当時、初期の入植者の子孫たちは、国の社会的・文化的エリートと見なされるようになり、後にアダムズ家などを輩出しボストン旧家と呼ばれた。彼らをふくむ保守派が、1786年に起こったシェイズの反乱をきっかけとして、アメリカ合衆国憲法を制定しようとする政治活動に発破をかけた。
ナポレオン戦争中に制定された1807年通商禁止法と1812年戦争により、ボストン・カナダ間の貿易業はかえって保護・独占的となり栄えたが、それは政府の規制が及ばなかったので戦時中も継続した。その間に製造業が市の経済の重要な要素となり、それは1800年代半ばまでに経済的な重要性において国際貿易を抜いた。1900年代初めまで、ボストンは全米で最大の製造業の中心地の一つとなり、被服・皮革製品の生産で知られた。市の周りを流れる小河川網によって市と周辺地域がつながれていたことで、商品の出荷が容易になり、工場の数は激増した。その後は緻密な鉄道網によってこの地域の産業・商業の発展が促された。

### 投資家の130年に渡る大航海
1822年にボストン市民の投票により、正式名称が"ザ・タウン・オブ・ボストン"から"ザ・シティ・オブ・ボストン"へと変更された。1822年3月4日、市民により、市の設立憲章が受諾された。ボストンが市へ移行した当時、人口は4万6226人であり、市域はわずか12km2（4.7 mi2）であった。1830年にボストン旧家のエイモリー家を当事者としたハーバード大学対エイモリー（en:Harvard College v. Amory）事件に判決が下り、ハーバード大学よりも投資家の判断が尊重された。1844年に望厦条約が結ばれてからボストンの貿易が再び活気付いた。同年にチャールズ・グッドイヤーが加硫法の特許を取得した。1851年にジョン・モルガンがボストンのイングリッシュ・ハイスクールへ入学した。

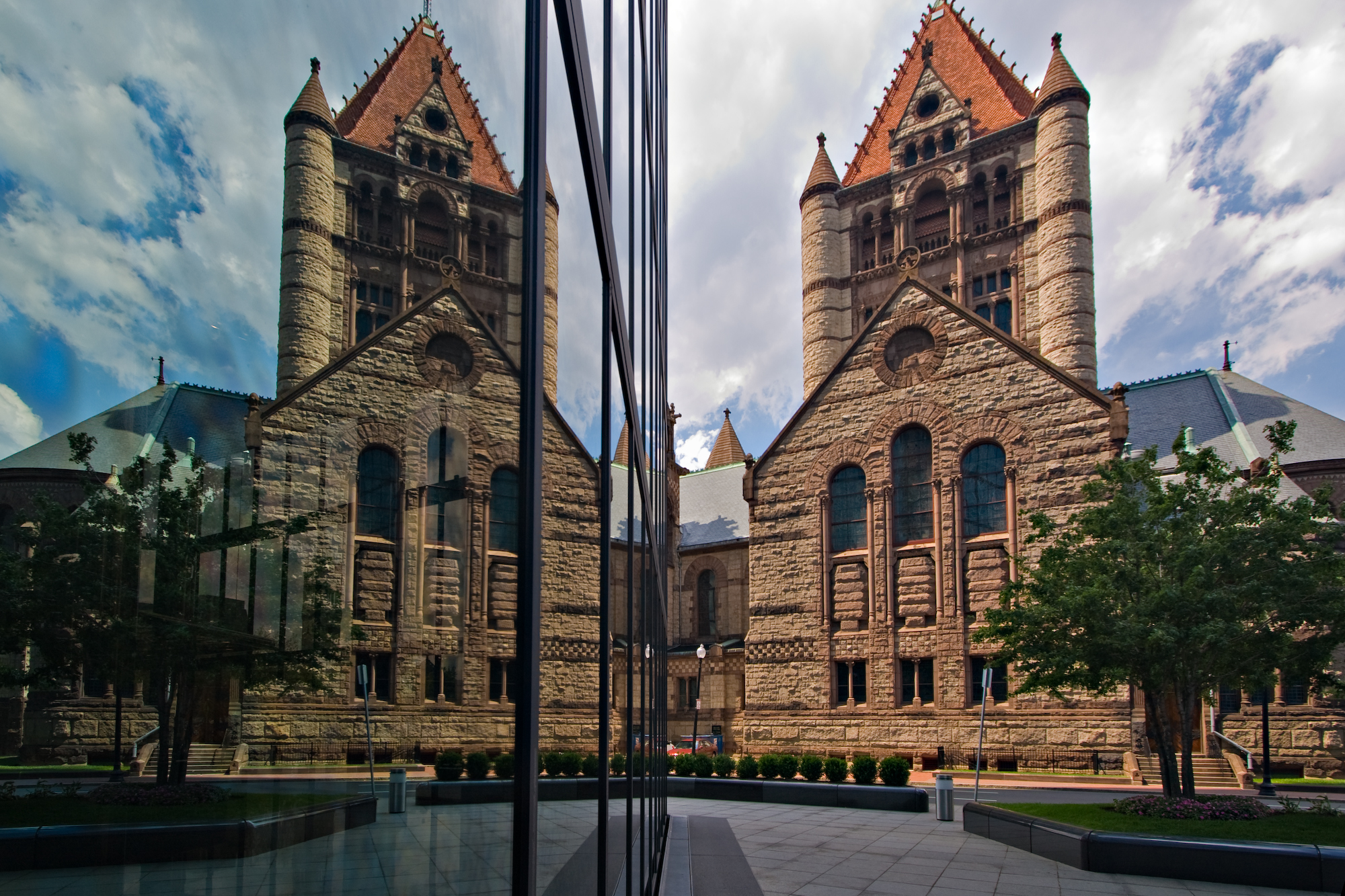
ジョン・ハンコック・タワーに反射して見えるトリニティ教会

1820年代にボストンの人口が増え始めた。1840年代後半のジャガイモ飢饉では多くのアイルランド人がアメリカ大陸へわたってきて、ボストン市の民族的構成を劇的に変化させた。1850年までに、ボストンに住むアイルランド人は約3万5000人に達していた。ボストン旧家のエイモリー・ローウェル（en:John Amory Lowell）は、当然のようにハーバード大学を卒業し、手形交換所であるサフォーク銀行（en:Suffolk Bank）の経営者となった。彼がボストンの銀行間に連携組織をつくり、1837年から1857年までの経済恐慌に事なきを得たので、政治と血縁による絆が従来に増して堅くなった。
1847年にオールド・コロニー鉄道（en:Old Colony Railroad）で郊外のミルトンと結ばれた。ミルトンはボストン旧家（en:Boston Brahmin）の避暑地であったが、鉄道開通により閨閥の集住地となった。
19世紀後半、ボストンに住み始めるアイルランド人・ドイツ人・レバノン人・シリア人・フランス系カナダ人・ユダヤ系ロシア人・ユダヤ系ポーランド人の数が増えていった。19世紀の終わりには、ボストンの中心部が互いに異なる民族の移民居住地でモザイク化していた。イタリア系はノースエンド、アイルランド系はサウスボストンとチャールズタウン、ロシア系ユダヤ人はウェストエンドに住んだ。アイルランド系とイタリア系の移民はローマ・カトリックを持ち込んだ。多様な民族が多様な資本をもちこみ、困窮しがちな移民を互いに独立した慈善組織が世話していたが、見かねた市は公的かつ一元的な救貧政策を打ち出した。

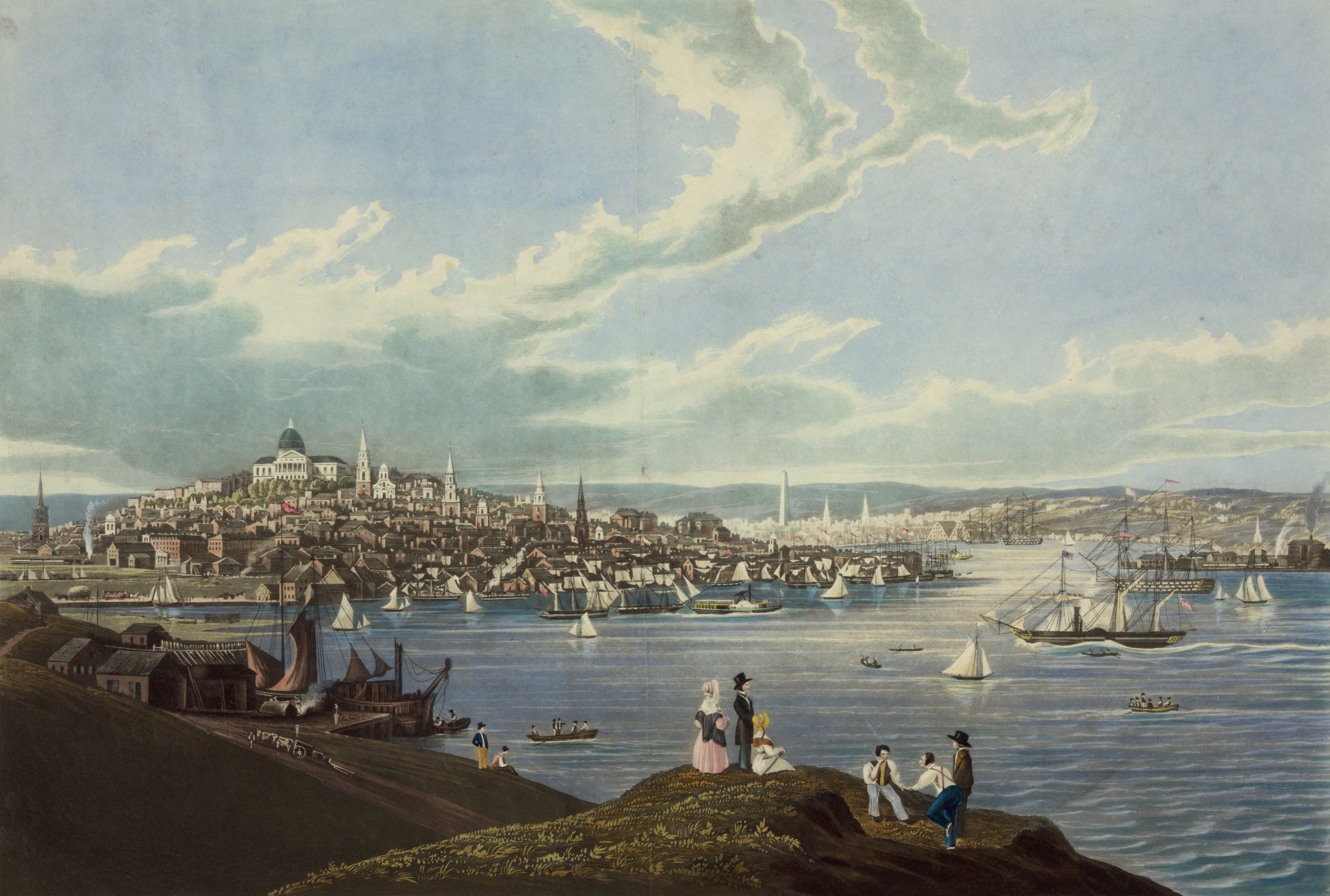
ドーチェスターの丘から望んだボストン（1841年）

19世紀半ばから末にかけて、ボストン旧家は手厚く文芸を支援した。ナサニエル・ホーソーン、ヘンリー・ワズワース・ロングフェロー、オリバー・ウェンデル・ホームズ・シニア、ジェイムズ・ラッセル・ローウェル、ジュリア・ウォード・ハウ、ジョン・ロスロップ・モトリー、ジョージ・バンクロフト (歴史家)、サミュエル・モリソン、ラルフ・ワルド・エマーソン、メリー・ベーカー・エディなどの作品が知られる。エマーソンはミルトン閨閥である。
また、ボストンは奴隷制度廃止運動の中心地ともなった。サミュエル・ジョンソン はチャールズ・フォックス・ホベイ（en:Charles Fox Hovey）のパートナーであったが、ともにウィリアム・ロイド・ガリソンを支援した。ボストンは、1850年の逃亡奴隷法に強く反対し、1854年のバーンズ逃亡奴隷事件の後、フランクリン・ピアース大統領はボストンを見せしめにしようとした。
ボストンにとっても大不況 (1873年-1896年) は暗い時代だった。1872年にボストン大火に遭い、その焼け跡から復興しなければならなかった。1889年11月にエドワード・L・カニングハムというミルトン閨閥の一人が自宅で射殺された。遺族メアリー・A・カニングハムの遺言によって、自宅の土地は1905年にカニングハム公園となった。フィデリティのエドワード・ジョンソン2世は公園管理会に参加している。1890年代に名家出身のトーマス・ウィリアム・ローソンがいわゆるハゲタカファンドの地元ガス業界乗っ取りに手を貸した。数十人の議員に賄賂を払ったのである。1899年、アナコンダ銅鉱山会社にローソンが参加した。この会社にはウィリアム・ロックフェラーだけでなくロスチャイルド家も出資をした。
1907年恐慌の時にジェシー・リバモアがユニオン・パシフィック鉄道株の空売りで大もうけした。1914年にジョセフ・P・ケネディがコロンビア・トラスト・カンパニーのホワイトナイトになった。このころの投資信託は常識のようにポートフォリオが非公開であった。1924年にスウェーデン系アメリカンであったエドワード・レフラーが最初のミューチュアルファンドを始めようとした。しかし勤めていたマサチューセッツ・インベスターズ・トラストは乗り気で無く、その他多くの点でもレフラーと意見が違った。そこでレフラーは12月にMIT ファンドを売る別会社をつくって距離をとった。パートナーにウィリアム・エイモリー・パーカーという証券マンがいた。彼は大統領を出したクィンシー家（en:Quincy political family）とハーバードに勝訴したエイモリー家の閨閥の出身で、仕事の大体がルートセールスだった。会社は数回社名を変えてインコーポレーテッド・インベスターズに落ち着いた。1928年にレフラーの会社は持株会社を3つも作った。それぞれがファンドを売って、その資金でレフラーの会社の株を買い、それを担保に銀行借入と社債発行まで行い、その資金でまたレフラーの会社の株を買った。こうして極端にレバレッジをかけてあったところへ暗黒の木曜日がやってきて、9月30日に78ドルだったのが6週間で43ドルに下落した。MIT も4割近く下がった。1932年、ステート・ストリートは資産の8割を喪失していた。1935年、連邦法案が投資信託会社のキャピタルゲインに課税を決めた。そこには、一般投資家への善意と恩恵があれば適用しないという文言が付されていた。それでMIT会長のメリル・グリスウォードがオープンエンド会計に前向きになった。ボストン旧家出身のグリズウォルドはガストン・アンド・スノー（en:Richard Santagati#Gaston & Snow）法律事務所のパートナーだった。ニューヨークで興ったクローズドエンド型のミューチュアルファンドは議会でのロビー活動で圧倒されていた。それからオープンエンド陣営は世論を代表する証券取引委員会と何年も格闘した。1940年にようやく法整備がなされた。しかしアレゲーニー・コーポレーション（en:Alleghany Corporation）のような会社がミューチュアルファンドを売っていたので、一般投資家は商品に触ろうともしなかった。この会社は鉄道資本の性なのかモルガンの息子と関係し、ペコラ委員会の標的となってスキャンダラスに倒産したA.テクノロジーの後継であった。ファンドの不振が響いて、ボストンは産業面でも低迷が続いていた。そしてボストンは1950年代にドレフュス・ファンド（en:Jack Dreyfus）の台頭を許した。その発売元は後にカール・アイカーンが働くドレフュス商会（現バンク・オブ・ニューヨーク・メロン）だった。

### 投資環境としての開発
1631年から1890年までの間に市の面積は土地の埋立てによって3倍に広がった。臨海地域に広がる湿地、沼地、波止場の切れ込みなどが埋め立てられた。これを、ウォルター・ミューア・ホワイトヒルは「丘を切り崩して入り江を埋める」と表現した。特に埋立てが進んだのは1800年代であった。1807年から、ビーコンヒルの頂上部分から取られた土で、大西洋の水面が20ヘクタール埋め立てられた。これは後のヘイマーケット・スクエア地区である。現在のマサチューセッツ州会議事堂は、こうして低くなったビーコンヒルの上に建っている。19世紀中頃の埋立てによって、現在のサウスエンド地区、ウエストエンド地区、フィナンシャル・ディストリクト、チャイナタウンの大部分が誕生した。ボストン大火の後には、その瓦礫がダウンタウンの臨海地区の埋め土に使われた。19世紀半ばから末にかけては、ボストンコモン（公園）西側に広がっていたチャールズ川の塩水を含む湿地帯2.4 km2近くが埋め立てられた。これに用いられたのは、ニーダム・ハイツ地区の丘から鉄道で輸送された土であった。さらに、ボストンは1868年にロックスベリー、1879年にドーチェスターを併合、1874年にはブライトン、ウェスト・ロックスベリー（現在のジャマイカ・プレイン、ロズリンダルおよびウェスト・ロックスベリーを含む）、チャールズタウンの三つの町を併合した。

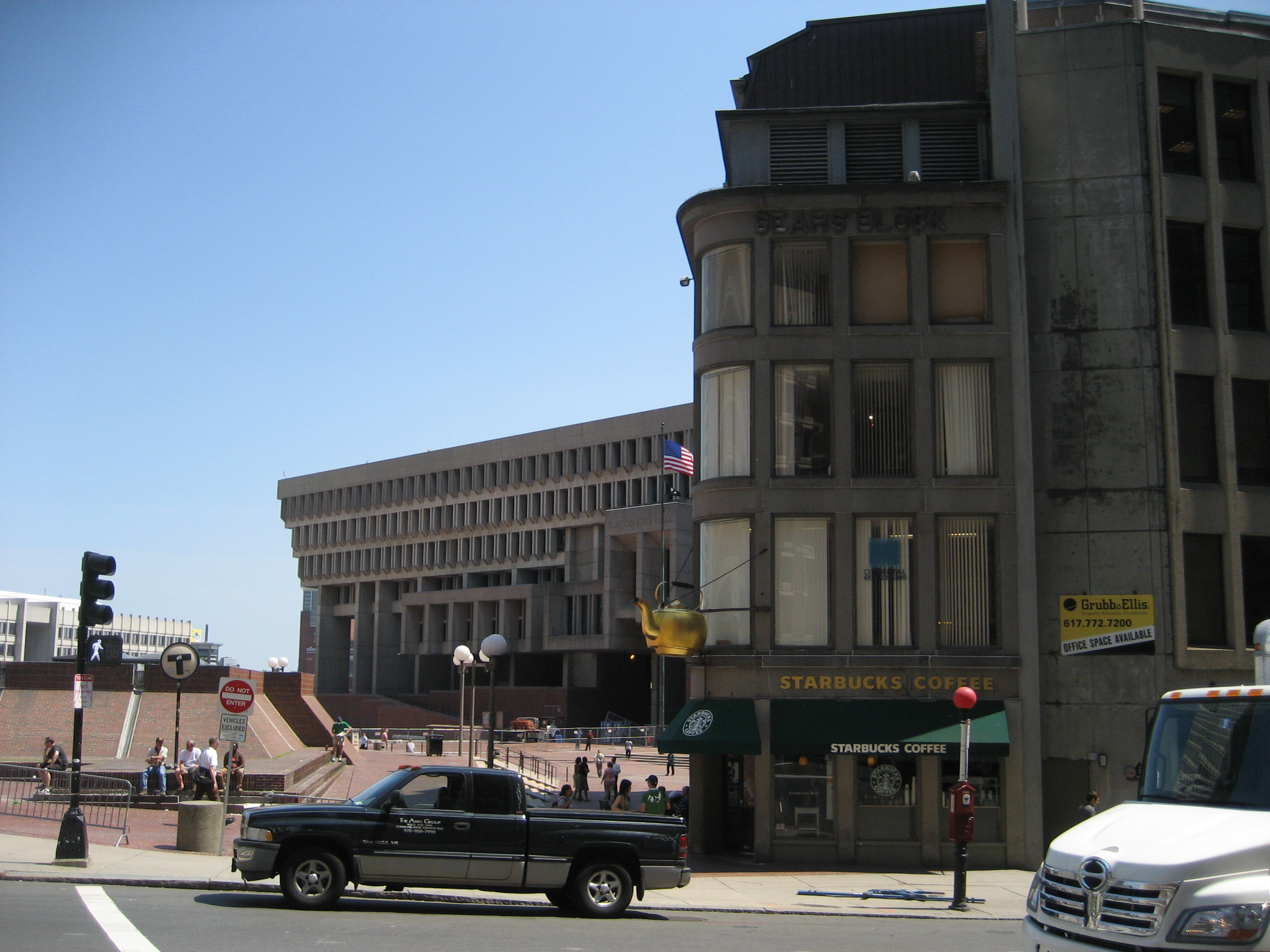
ガバメント・センター

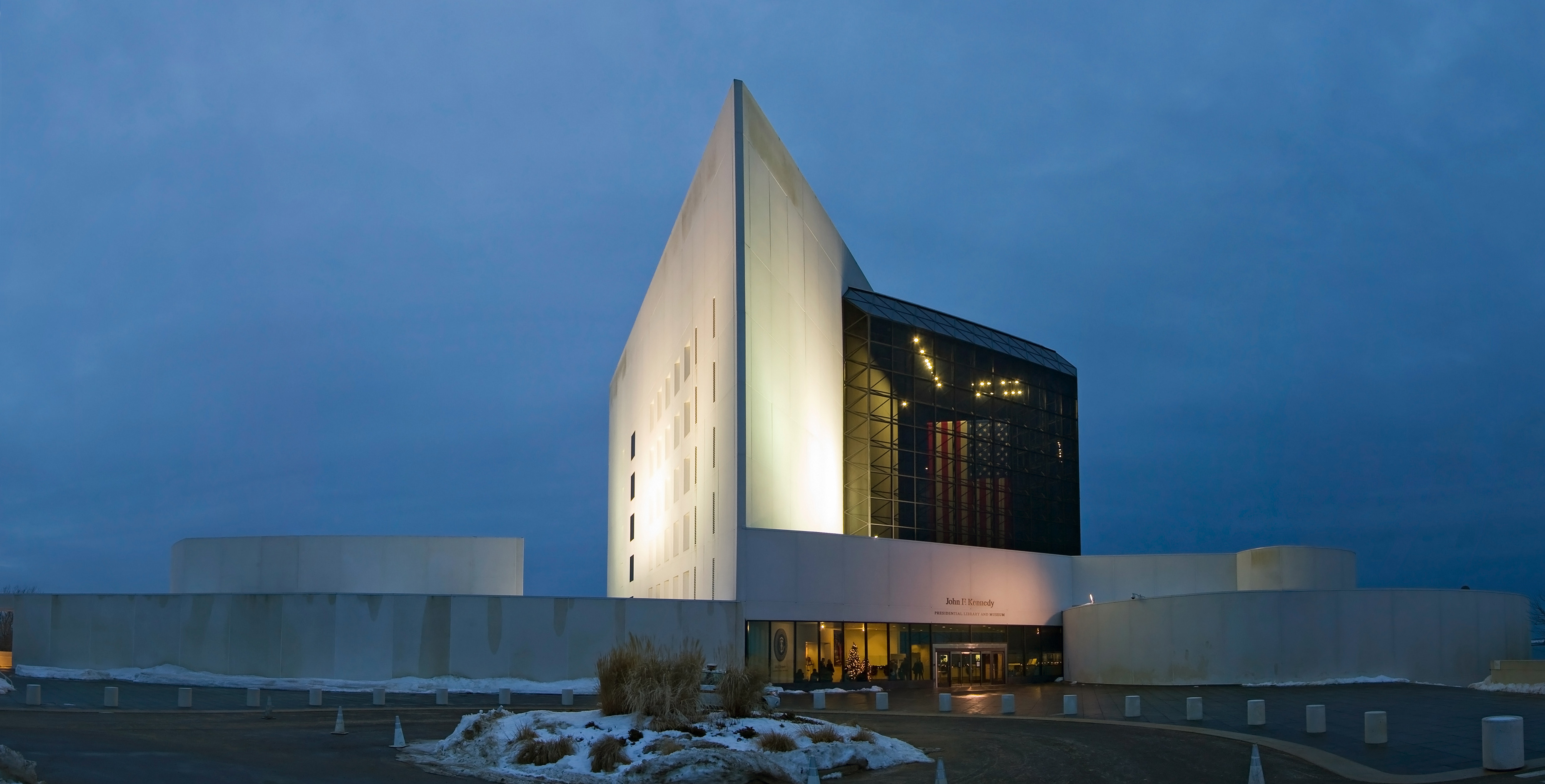
コロンビア・ポイント半島にあるジョン・F・ケネディ図書館（2007年）

20世紀初頭ないし中頃には、工場の老朽化・陳腐化・安い労働力を求める企業の流出に伴い、ボストンは衰退を始めた。それは第二次世界大戦から30年も続いた。そしてプロパガンダから復興事業がスタートした。ローウェル協会が中心となり、地元公共放送局（WGBH-TV）を立ち上げた。1957年に設立されたボストン再開発局（BRA）の指揮の下に、ボストンは様々な都市再開発事業を実施した。1958年、再開発局はウェストエンド地区の古い町並みを一新するプロジェクトを開始したが、広範囲にわたる取り壊しは、当局に対する市民からの猛反発を招いた。再開発局はその後、ガバメント・センターの建設などのプロジェクトにおいては都市再生の手法の見直しを行った。この点、パリ改造で近代都市計画を草分けたフランスのストラスブールと1960年に姉妹都市となったのは興味深いことである。1965年、アメリカで最初の地域医療センターであるコロンビア・ポイント医療センターが、ドーチェスター地区で開業した。同センターは、主に隣接する大規模なコロンビア・ポイント公営住宅群（1953年設立）に医療サービスを提供した。これを設立したのは、ハーバード大学のジャック・ガイガーとタフツ大学のカウント・ギブソンという2人の医師であった。1990年にガイガー・ギブソン地域医療センターとして生まれ変わり、現在も診療を行っている。
1970年代にエクイティ・ファンディング事件が取りざたされる一方で、市の経済は急に上向いた。マサチューセッツ総合病院、ベス・イズリアル・ディーコンネス医療センター、ブリガム・アンド・ウイメンズ病院などの病院は、医療技術の革新や患者ケアの分野でアメリカにおける先駆けとなった。ハーバード大学、マサチューセッツ工科大学（MIT）、タフツ大学、ボストン・カレッジ、ボストン大学、ノースイースタン大学といった大学の存在により、多くの学生がボストンに集まった。その一方で、1974年以降には人種差別廃止に向けたバス通学をめぐって対立が生じ、1970年代半ばには公立学校周辺でけんかや暴行事件が相次いだ。
コロンビア・ポイント公営住宅は、1953年にドーチェスター半島に建設されたが計画はうまくいかず、1988年にはここに住むのはわずか350世帯となっていた。町は荒廃し、治安も悪かった。1984年に、ボストンは民間の開発業者であるコーコラン・マリンズ・ジェニソンに管理を委託し、同社の行った再開発・再活性化によって、公営住宅はハーバー・ポイント・アパートと呼ばれる、低所得者層に限らない、魅力のある居住地域となった。1988年に入居が開始し、1990年までに完成した。連邦政府の公営住宅事業が所得層を問わない民間住宅に転換した例としては、アメリカ国内初であり、1992年に始まった連邦政府の公営住宅再活性化プログラムのモデルとなった。
21世紀初頭においてボストンは学術・科学技術・政治の各面で中心的存在となっている。しかし、ニューヨーク・タイムズ紙に買収されたボストン・グローブ紙のように、消えてしまった地元企業、ノースカロライナ州シャーロットに基盤を置くバンク・オブ・アメリカに2004年に買収されたフリートボストン・フィナンシャルのように、統合・買収によりなくなってしまった地域金融機関もある。ボストンを拠点とする百貨店であるジョーダン・マーシやフィリーンズも、ニューヨークを拠点とするメイシーズに吸収された。
メイシーズの経営者は、クーン・ローブ、リーマン・ブラザーズ、ゴールドマン・サックス、他多数のユダヤ系金融機関の経営者とひとつの閨閥をつくっていた。

## 地理

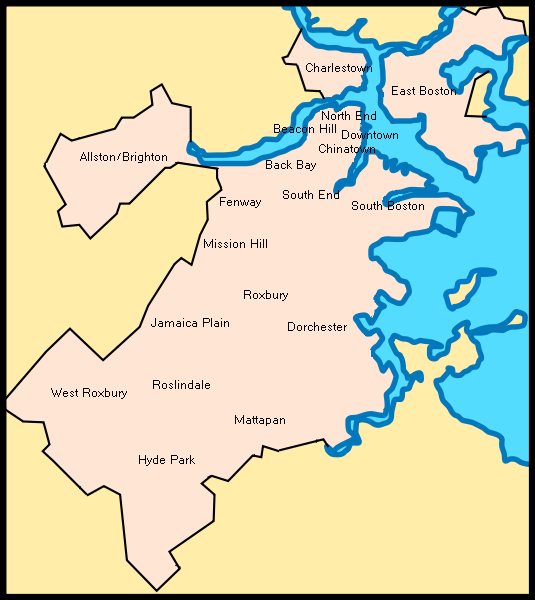
ボストン市内の地区（ネイバーフッド）

アメリカ合衆国統計局によると、この都市は総面積232.1km2(89.6mi2)である。このうち125.4 km2(48.4 mi2)が陸地で106.7 km2(41.2 mi2)が水地域である。総面積の46.0%が水地域となっている。
早い時期に建設されたために、ボストンは非常にコンパクトにまとまった町である。人口が60万人を超えるアメリカの都市の中で、ボストンより陸地面積が狭いのはサンフランシスコだけである。ボストンの標準標高は、ローガン国際空港の海抜5.8m（19 ft）である。最も標高の高い地点はベレビュー・ヒルの海抜101m（330 ft）であり、最も低い地点は海水面である。
ボストンは、大ボストン都市圏という巨大な都市圏の中核である。同都市圏には450万人が住み、全米第10位の都市圏である。通勤圏としての大ボストン都市圏には、ロードアイランド州、ニューハンプシャー州、メイン州の一部も含まれ、その人口は750万人、全米第5位の合同統計地域（広域都市圏）である。隣接する市・町としては、北にウィンスロップ、リビア、チェルシー、エバレット、サマービル、ケンブリッジ、ウォータータウンがある。西にはニュートン、ブルックライン、ウェルズリー、ニーダムがある。南にはデダム、ミルトン、クインシーがある。東にはボストン港、そしてボストン・ハーバー・アイランズ国立保養地がある。ネポンセット川は、ボストンの南部地区と、クインシー市、ミルトン町との境を流れる。ミスティック川は、チャールズタウンと、チェルシー、エバレットとを隔て、チェルシー・クリークおよびボストン港が、イーストボストンとボストン本体とを隔てている。
ボストンは、多くの地区（ネイバーフッド、公式なものは21地区）に分かれており、その多様性からシティー・オブ・ネイバーフッズとも呼ばれる。バックベイ地区とサウスエンド地区の多くは、埋立地の上にある。このことはバックベイ（ベイ：湾）、サウスコーブ（コーブ：入り江）、フォートポイント（ポイント：岬）という地名にも名残として見受けられる。ボストンにはもともと「トリマウント」、つまり三つの丘があったが、そのうち二つの丘の土は埋立てに使われた。三つの中で一番小さかったビーコンヒルだけが、半分の高さのところまで今も残っている。ダウンタウン地区とそのすぐ周りの地域は、ほとんどが低層のブロック造りか石造りの建物から成っており、連邦様式の古い建築も多い。こういった古い建物が現代的な高層建築と混じり合っているのが、フィナンシャル・ディストリクト、ガバメント・センター、サウスボストンの臨海地区、バックベイといった地域である。バックベイ地区には、ボストン公共図書館、クリスチャン・サイエンス・センター、コープリー・スクエア、ニューベリー・ストリート、そしてニューイングランドで最も高い2大ビルであるジョン・ハンコック・タワーとプルデンシャル・センターなど、大きなビルが数多く建っている。ジョン・ハンコック・タワーの近くにある旧ジョン・ハンコック・タワーには、有名な天気予報信号が付いている。イルミネーションの色がこれからの天気を示しており、青の点灯は晴れ、青の点滅であれば曇り、赤の点灯は雨、赤の点滅は雪を意味する（夏期は、赤の点滅はボストン・レッドソックスの試合が雨で中止になったという意味である）。これより小さな商業地区は、一戸建て住宅や木造・れんが造のテラスハウス（集合住宅）の間に散在している。現在、サウスエンドの歴史地区は、ビクトリア時代から残るまとまった町並みとしては全米最大の規模である。

### エメラルド・ネックレス
ダウンタウンおよびサウスボストンの地勢は、特に中央幹線・トンネル事業（通称ビッグ・ディグ）による変化が加えられた。埋め立てられたサウスボストンの不安定な土壌のため、同事業のトンネル掘削には特別な問題が生じた。ダウンタウン地区では、同事業により、中央幹線の見苦しい高架をなくすことができ、新しい緑地や公園を整備することが可能になった。
フィナンシャル・ディストリクトやビーコンヒルの近くにあるボストンコモンは、アメリカで最も古くからある公園である。隣のボストン・パブリック・ガーデンとともに、フレデリック・ロー・オルムステッドがデザインしたエメラルド・ネックレスが街を取り巻く公園の連なりを構成している。エメラルド・ネックレスの一部を成すジャマイカ池は、市内最大の淡水域である。同じくエメラルド・ネックレスの一部であるフランクリン・パークは、市内で最も大きな公園であり、中にフランクリン・パーク動物園がある。もう一つ大きな公園としては、チャールズ川両岸に沿って広がるエスプラナード（遊歩道）がある。野外コンサート場のハッチ・シェルがエスプラナードに隣接してある。そのほかにも、市内至る所に公園が散在しており、キャッスル島近くやチャールズタウン内、またドーチェスター、サウスボストン、イーストボストンの海岸沿いには、大きな公園や砂浜がある。

チャールズ川北岸から見たボストン市街のパノラマ

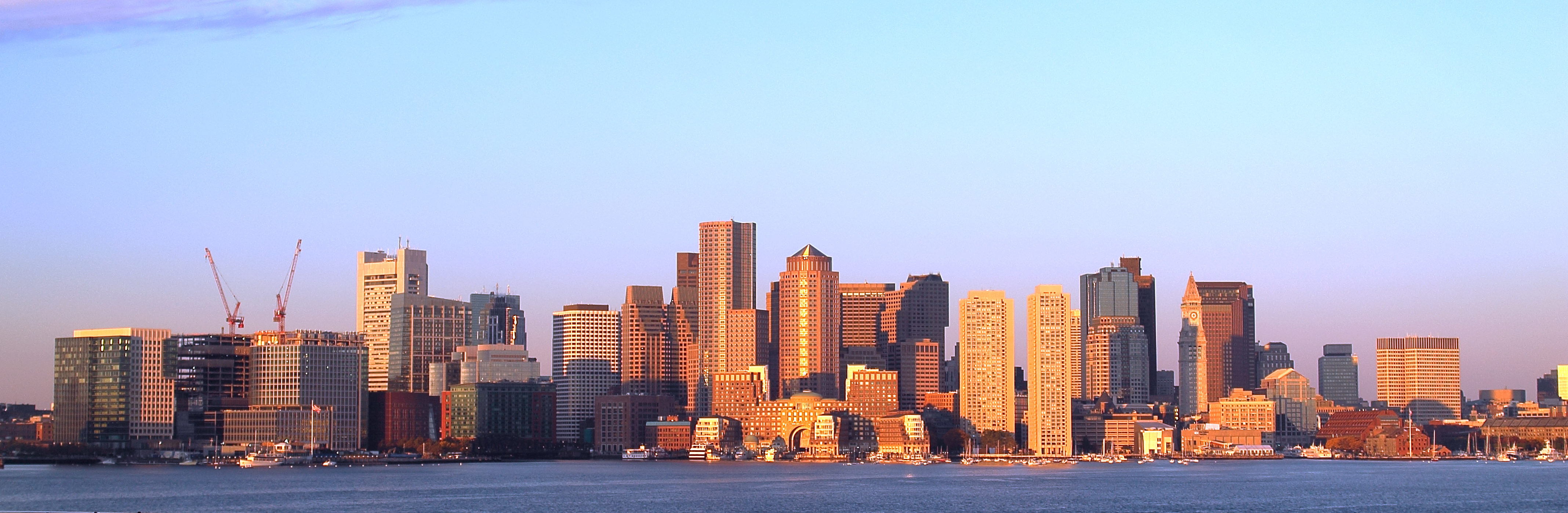
ローガン国際空港から見たボストン市街のパノラマ

## 気候

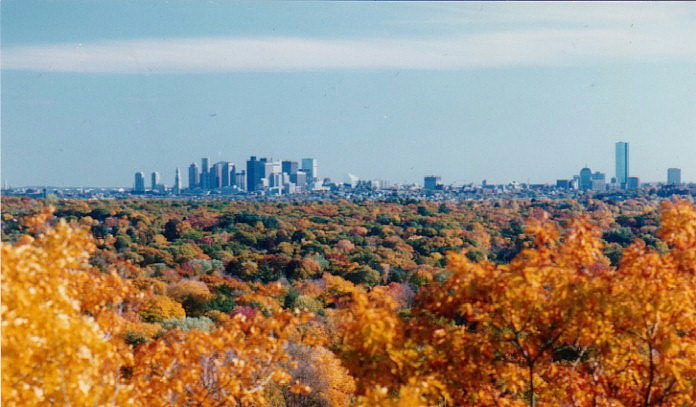
秋の紅葉とボストン遠景

ケッペンの気候区分では亜寒帯湿潤気候（Dfa）に属するが、基本的には湿潤大陸性気候と温暖湿潤気候の中間といってよい。ニューイングランド海沿い南部で典型的に見られる気候である。夏は通常高温多湿であるのに対し、冬は寒く、風が強く、雪が多い。陸から海に向かって吹く卓越風のため、大西洋の及ぼす影響は限定的である。
春は暑い日もあり、陸風の日は気温が90°F台（32～37°C）まで上がることもあるが、5月末でも冷たい海風のために40°F台前半（4～7 °C）にしかならないこともある。年間で最も暑いのは7月で、平均最高気温は28°C（82 °F）、平均最低気温は18°C（66 °F）であり、湿度が高い日が多い。最も寒いのは1月で、平均最高気温は2°C（36 °F）、平均最低気温は-6 °C（22 °F）である。夏に32°C（90 °F）を超えること、冬に-12 °C（10 °F）を下回ることも珍しくないが、それらが長く続くことはほとんどない。記録最高気温は1911年7月4日の40°C（104 °F）、記録最低気温は1934年2月9日の-28 °C（-18 °F）である。2月に21°C（70 °F）まで上がったことが記録史上、1985年2月24日に一度だけある。3月の記録最高気温は、1998年3月31日の31°C（89 °F）である。
北大西洋岸という場所は気温を和らげてくれているが、同時にノーイースターという強い北東風によって大量の降雨と降雪を生じる原因ともなっている。平均降雨量は約108cm、平均降雪量は約104cmである。市内から内陸（特に西部および北部）に行くにつれて、海による温暖化効果がなくなるため降雪量は急激に増加する。雪が降るのはほとんどが12月から3月にかけてである。4月と11月は雪がほとんど降らないのが通常で、5月と10月に雪が降ることはまれである。
特に春から初夏にかけては、霧が出ることが多い。また、特に初秋には時々熱帯低気圧やハリケーンがこの地域を襲うこともある。北大西洋に面していることから、特に水温がまだ低く、海岸の気温が内陸より10～20°F低い晩春には海風が吹くことが多く、それによって市内の気温が昼近くに急激に10～20°Fも下がることがある。
| ボストン（ローガン空港）の気候        | ボストン（ローガン空港）の気候 | ボストン（ローガン空港）の気候 | ボストン（ローガン空港）の気候 | ボストン（ローガン空港）の気候 | ボストン（ローガン空港）の気候 | ボストン（ローガン空港）の気候 | ボストン（ローガン空港）の気候 | ボストン（ローガン空港）の気候 | ボストン（ローガン空港）の気候 | ボストン（ローガン空港）の気候 | ボストン（ローガン空港）の気候 | ボストン（ローガン空港）の気候 | ボストン（ローガン空港）の気候 |
| 月                                    | 1月                            | 2月                            | 3月                            | 4月                            | 5月                            | 6月                            | 7月                            | 8月                            | 9月                            | 10月                           | 11月                           | 12月                           | 年                             |
| ------------------------------------- | ------------------------------ | ------------------------------ | ------------------------------ | ------------------------------ | ------------------------------ | ------------------------------ | ------------------------------ | ------------------------------ | ------------------------------ | ------------------------------ | ------------------------------ | ------------------------------ | ------------------------------ |
| 最高気温記録 °C （°F）                | 22 (72)                        | 21 (70)                        | 32 (89)                        | 34 (94)                        | 36 (97)                        | 38 (100)                       | 40 (104)                       | 39 (102)                       | 39 (102)                       | 32 (90)                        | 28 (83)                        | 24 (76)                        | 40 (104)                       |
| 平均最高気温 °C （°F）                | 2.4 (36.3)                     | 4 (39.2)                       | 7.7 (45.9)                     | 13.4 (56.1)                    | 19.1 (66.4)                    | 24.7 (76.4)                    | 27.7 (81.8)                    | 26.7 (80.1)                    | 22.7 (72.8)                    | 16.6 (61.9)                    | 11.1 (52.0)                    | 5.4 (41.7)                     | 15.13 (59.22)                  |
| 平均最低気温 °C （°F）                | −5.4 (22.3)                    | −4 (24.8)                      | −0.4 (31.2)                    | 4.8 (40.7)                     | 10 (50.0)                      | 15.3 (59.6)                    | 18.6 (65.5)                    | 18.2 (64.7)                    | 14.2 (57.5)                    | 8.1 (46.6)                     | 3.4 (38.1)                     | −2.1 (28.3)                    | 6.73 (44.11)                   |
| 最低気温記録 °C （°F）                | −25 (−13)                      | −28 (−18)                      | −22 (−8)                       | −11 (13)                       | −1 (31)                        | 5 (41)                         | 10 (50)                        | 8 (46)                         | 1 (34)                         | −4 (25)                        | −19 (−2)                       | −27 (−17)                      | −28 (−18)                      |
| 降水量 mm （inch）                    | 85.3 (3.36)                    | 82.6 (3.25)                    | 109.7 (4.32)                   | 95 (3.74)                      | 88.4 (3.48)                    | 93.5 (3.68)                    | 87.1 (3.43)                    | 83.6 (3.29)                    | 87.4 (3.44)                    | 100.1 (3.94)                   | 101.3 (3.99)                   | 96 (3.78)                      | 1,110 (43.7)                   |
| 降雪量 cm （inch）                    | 35.6 (14.0)                    | 28.7 (11.3)                    | 19.8 (7.8)                     | 4.8 (1.9)                      | 0 (0)                          | 0 (0)                          | 0 (0)                          | 0 (0)                          | 0 (0)                          | 0 (0)                          | 3.3 (1.3)                      | 22.4 (8.8)                     | 114.6 (45.1)                   |
| 平均降水日数 （≥0.01 in）             | 11.3                           | 9.8                            | 11.6                           | 11.2                           | 12.0                           | 10.8                           | 9.6                            | 9.4                            | 8.6                            | 9.4                            | 10.6                           | 11.6                           | 125.9                          |
| 平均降雪日数 （≥0.1 in）              | 6.8                            | 5.3                            | 4.2                            | .8                             | 0                              | 0                              | 0                              | 0                              | 0                              | .1                             | .8                             | 4.6                            | 22.6                           |
| 平均月間日照時間                      | 164.3                          | 169.5                          | 213.9                          | 228.0                          | 266.6                          | 288.0                          | 300.7                          | 275.9                          | 237.0                          | 207.7                          | 144.0                          | 142.6                          | 2,638.2                        |
| 出典：NOAA HKO (sun only, 1961–1990), |                                |                                |                                |                                |                                |                                |                                |                                |                                |                                |                                |                                |                                |

## 人口動勢
| ボストン市年代別人口 | ボストン市年代別人口 | ボストン市年代別人口 |
| -------------------- | -------------------- | -------------------- |
| 年                   | 人口                 | 増減率               |
| 1790                 | 18,320               | -                    |
| 1800                 | 24,937               | 36.1%                |
| 1810                 | 33,787               | 35.5%                |
| 1820                 | 43,298               | 28.1%                |
| 1830                 | 61,392               | 41.8%                |
| 1840                 | 93,383               | 52.1%                |
| 1850                 | 136,881              | 46.6%                |
| 1860                 | 177,840              | 29.9%                |
| 1870                 | 250,526              | 40.9%                |
| 1880                 | 362,839              | 44.8%                |
| 1890                 | 448,477              | 23.6%                |
| 1900                 | 560,892              | 25.1%                |
| 1910                 | 670,585              | 19.6%                |
| 1920                 | 748,060              | 11.6%                |
| 1930                 | 781,188              | 4.4%                 |
| 1940                 | 770,816              | −1.3%                |
| 1950                 | 801,444              | 4%                   |
| 1960                 | 697,197              | −13%                 |
| 1970                 | 641,071              | −8.1%                |
| 1980                 | 562,994              | −12.2%               |
| 1990                 | 574,283              | 2%                   |
| 2000                 | 589,141              | 2.6%                 |
| 2007（推定）         | 608,352              | 3.3%                 |

2000年現在の国勢調査 で、この都市は人口589,141人（2006年の推計では596,638人）、239,528世帯および115,212家族が暮らしている。人口密度は4,697/km2(12,166/mi2)である。面積当たりの世帯数は2,009/km2(5,203/mi2)である。
239,528世帯のうち、22.7%が18歳未満の子供と一緒に生活しており、27.4%は夫婦で生活している。16.4%は未婚の女性が世帯主であり、51.9%は非家族世帯である。37.1%は1人以上の独身の居住者が住んでおり、9.1%は65歳以上で独身である。1世帯の平均人数は2.31人であり、結婚している家庭の場合は3.17人である。
この都市内の住民は19.8%が18歳未満の未成年、18歳以上24歳以下が16.2%、25歳以上44歳以下が35.8%、45歳以上64歳以下が17.8%および65歳以上が10.4%にわたっている。中央値年齢は31歳である。全体の女性100人ごとに対して男性は92.8人である。18歳以上の女性100人ごとに対して男性は90.2人である。
この都市の世帯ごとの平均的な収入は39,629米ドルであり、家族ごとの平均的な収入は44,151米ドルである。男性は37,435米ドルに対して女性は32,421米ドルの平均的な収入がある。この都市の一人当たりの収入（per capita income）は23,353米ドルである。人口の19.5%および家族の15.3%は貧困線以下である。全人口のうち18歳未満の25.6%および65歳以上の18.2%が貧困線以下の生活を送っている。
ボストンの人口密度は、アメリカの主要都市（25万人超の都市）の中で第4位である（広域の町の都市区域だけから成る市を除く）。また、ボストンの昼間の人口は約120万人にも上る。このように人口が変動するのは、郊外の住民が仕事、学校、医療、あるいは特別の催しのために市内に移動するからである。
2007年のアメリカ・コミュニティ調査によれば、ボストンの人種別構成は58.4%が白人（非ヒスパニック系に限れば50.0%）、25.3%が黒人（アフリカ系アメリカ人。非ヒスパニック系に限れば22.2%）、8.7%がアジア系、0.8%がネイティブ・アメリカン、0.1%がハワイ原住民およびその他の太平洋諸島原住民、9.4%がその他、2.6%が混血である。また全人口の15.6%がヒスパニックまたはラテン系である（人種とは別）。28.6%が外国生まれであり、そのうち48.2%がラテン・アメリカ、25.7%がアジア、14.2%がヨーロッパ、9.8%がアフリカ、2.0%がその他の地域出身である。2009年の推計によれば、白人の割合は53.5%、ヒスパニックは15.7%となっている。
単一の民族集団としてはボストンで最大であったアイルランド系の人々は人口の15.8%で、それにイタリア系の8.3%が続く。西インド諸島系の人も6.4%と相当大きな集団を構成しており、その約半分はハイチ系である。ドーチェスターなどの地区には、ここ数十年の間にベトナム系が流入してきた。ジャマイカ・プレインやロズリンダルといった地区では、ドミニカ共和国系の人口が増加している。
ボストンは、LGBTの割合が最も多い都市の一つである。自らをゲイ、レズビアンまたはバイセクシュアルであると考える人の割合が12.3%であり、アメリカの主要都市の中で第5位である（1位がサンフランシスコ、ボストンと僅差でシアトル、アトランタ、ミネアポリスが2～4位である）。

## 治安

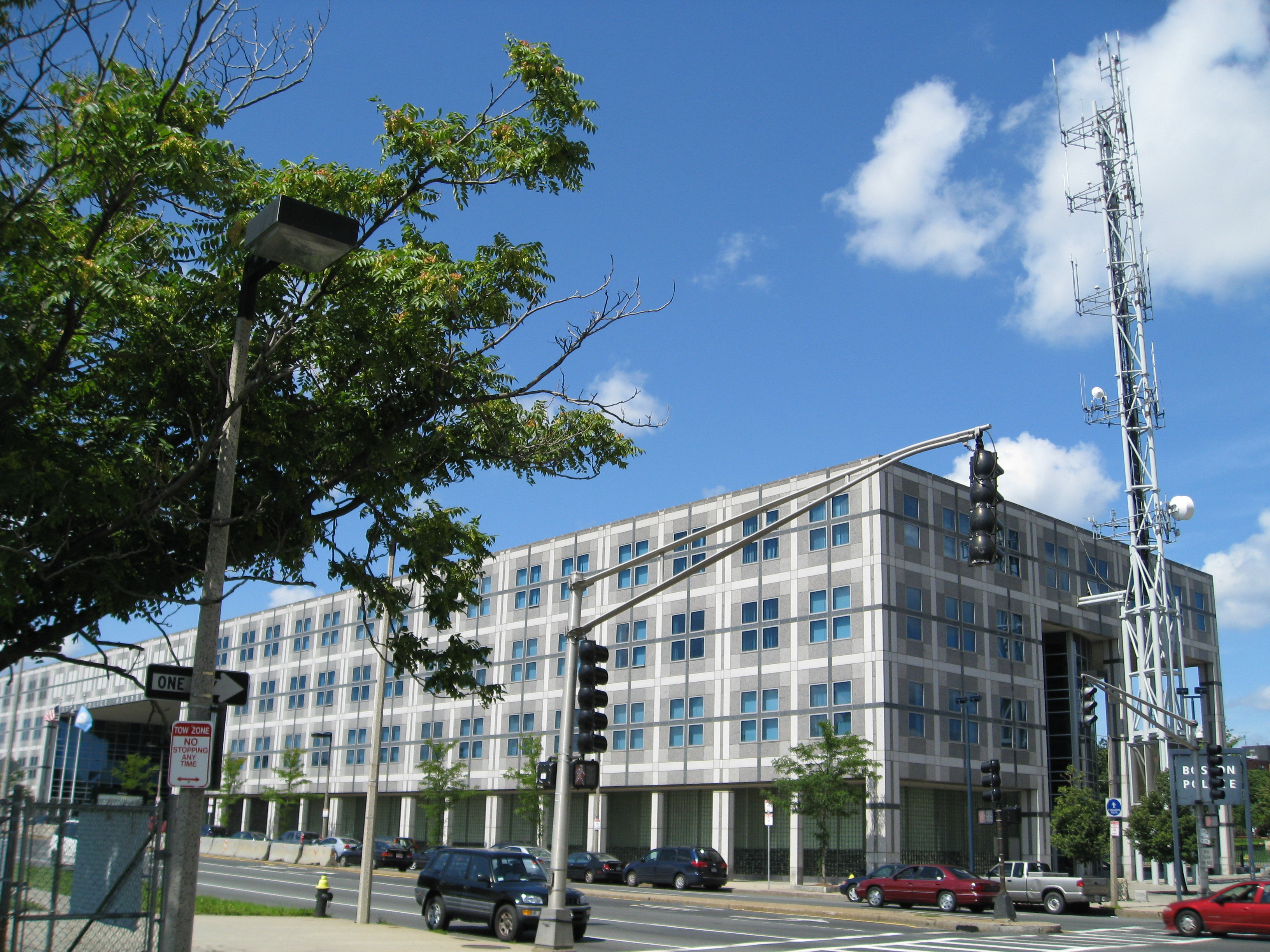
ボストン警察署本部

ボストンでは、1990年代初め以来凶悪犯罪は激減している。20世紀末から21世紀初めにかけて犯罪発生率が低く抑えられているのは、連邦・地区検察庁の取り組みに加え、少年がギャングに入るのを防ぐためのボストン市警の住民グループや教会区との間の協力態勢のおかげであると考えられている。これは、「ボストンの奇跡」という賞賛につながっている。市の殺人（謀殺）事件数は1990年の152件（人口10万人当たり26.5件）から1999年にはわずか31件（人口10万人当たり5.26件）にまで減少した。
ただし、近年では毎年の殺人事件数は前年比±50%レベルで大きく変動しており、2002年には60件、2003年にはわずか39件、2004年には64件、2005年には75件であった。これらの件数は、1990年の最高水準から見れば非常に低位で推移しているものの、殺人事件数の大きな変動は多くのボストン市民を不安にさせており、ボストン市警は犯罪との戦いの方法を見直すべきではないかとの論争の種になっている。
2013年4月15日にはボストンマラソンで爆弾テロ事件が発生した（ボストンマラソン爆弾テロ事件）。

## 経済

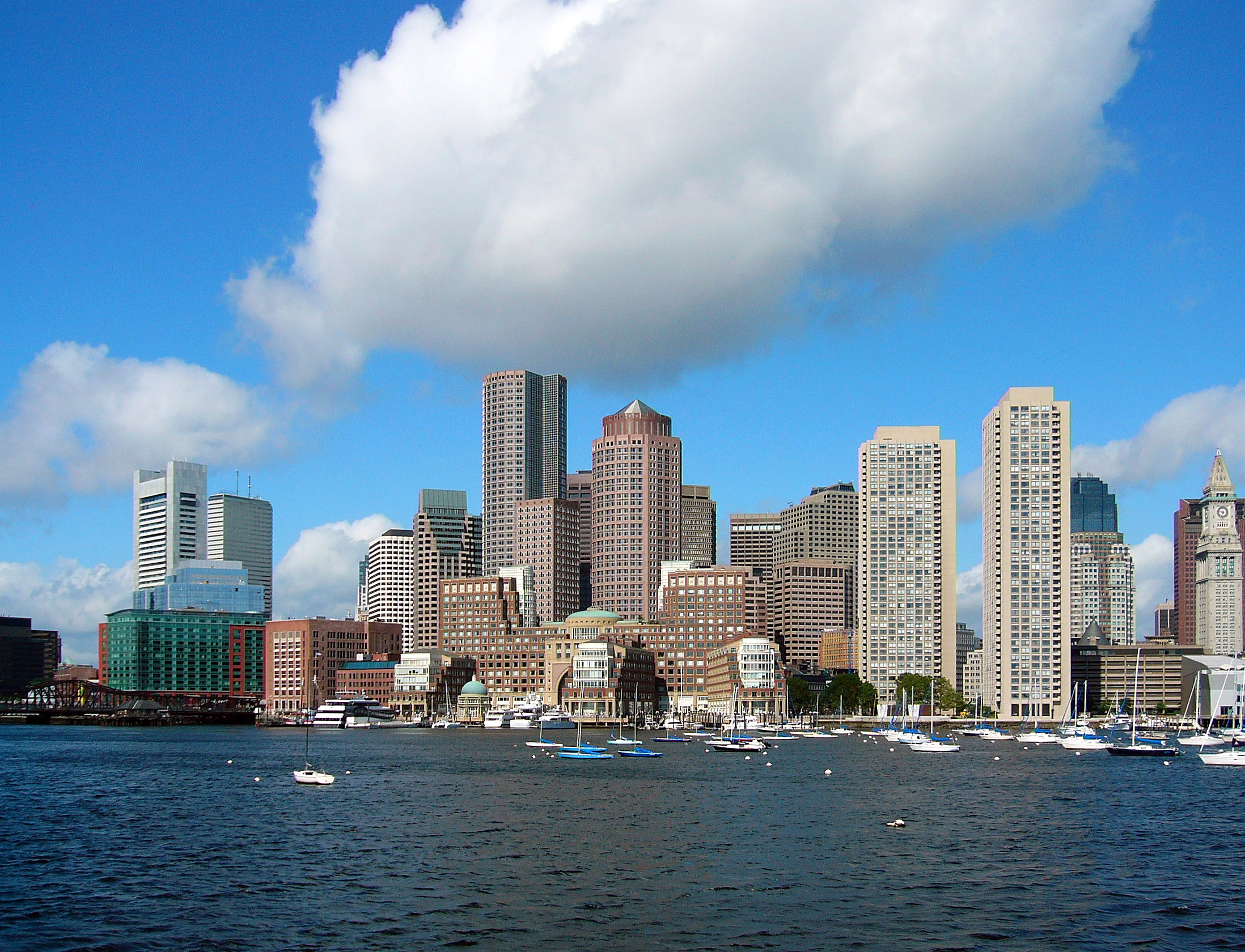
ボストン港から見たダウンタウンのフィナンシャル・ディストリクト

ボストンの単科・総合大学の存在は、同市と周辺地域の経済に大きな影響を与えている。大学自体が大きな雇用を生むだけでなく、市や周辺地域にハイテク産業を呼び寄せる効果も生んでいる。ボストンには、EMCコーポレーション、アナログ・デバイセズ、Rapid7 などのテクノロジー企業、ビスタプリント、ウェイフェア（旧CSNストアズ。2011年から1.65億ドルの増資にともない現社名に変更）といった電子商取引（eコマース）企業が拠点を置いている。ミレニアム薬品、メルク、Millipore、Genzyme、Biogen Idecといったバイオテクノロジー企業にとっても一大拠点となっている。ボストン再開発局の2003年の報告書によれば、ボストンの大学に入学した学生による、市の経済への寄与額は、年間48億ドルに上るという。また、ボストンがアメリカ国立衛生研究所から1年に受け取る研究費の額は全米で最高である。

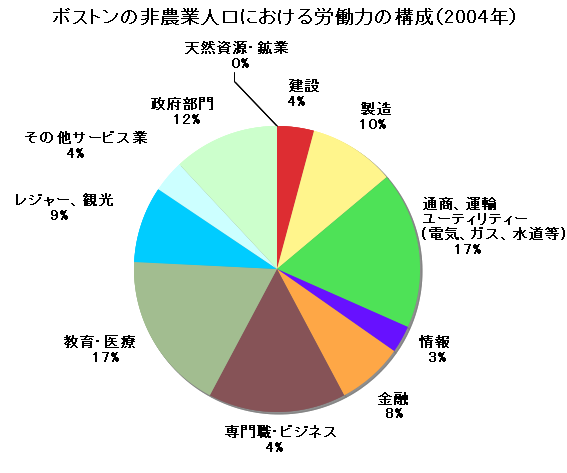
データ出典：City-Data.com

金融サービス、特にミューチュアル・ファンドと保険がボストンの経済にとって大きな位置を占めている。ボストンに本拠を置くフィデリティ・インベストメンツは、1980年代に投資信託の普及に貢献し、ボストンを全米トップクラスの金融都市に成長させた。ボストンには、バンク・オブ・アメリカ、ソブリン・バンク（現サンタンデール銀行）、キダー・ピーボディ（1986年ゼネラル・エレクトリックが、1994年ペインウェーバーがそれぞれ買収）などの大銀行の拠点があり、ベンチャーキャピタルの中心地でもある。資産管理と証券代行業務を専門とするステート・ストリートはボストンに本社がある。観光資源は金融活動の産物である。2004年に観光客が消費した額は79億ドルであり、ボストンは全米で10本の指に入る人気観光地となっている。また、ボストンは出版・印刷業の中心地でもある。Houghton Mifflinのほか、Bedford-St. Martin's Press、ビーコン・プレス、リトル・ブラウン・アンド・カンパニーは市内に本社を置いている。ピアソン PLCの出版部もボストンで数百人を雇用している。市には4つの大きなコンベンション・センターがある。バックベイ地区のハインズ・コンベンション・センター、ドーチェスターのベイサイド・エクスポ・センター、サウスボストン臨海地区の世界貿易センター・ボストン、同じくボストン・コンベンション・アンド・エキシビション・センターである。ボストンは州都であり、かつ連邦政府の地域拠点でもあることから、法律・政府部門も市の経済の重要な要素となっている。
ボストンは世界でも有数のイノベーション都市である。市内に本社を置く大企業としては、リバティ・ミューチャル保険会社、ジレット（現在はプロクター・アンド・ギャンブルが保有）などもある。半導体その他の電子試験用品の世界的メーカーであるテラダインは2006年に撤退した。ニューバランスも市内に本社を置く。経営コンサルタント会社のボストン・コンサルティング・グループ、モニター・グループ、ベイン・アンド・カンパニー、プライベート・エクイティ・グループであるベインキャピタルもある。市外、特に州道128号線沿いにある大企業もある。128号線は、この地域のハイテク産業の中心地としての役割を果たしている。2006年において、ボストンおよび同都市圏は、19万1700人のハイテク産業従事者を有し、全米第4のサイバーシティとしてランクされた。これを上回るハイテク部門を有するのは、ニューヨーク都市圏、ワシントンD.C.首都圏、シリコンバレーのみである。ボストン港は、アメリカ合衆国東海岸の主要な港であるとともに、西半球で最も古くから運営を続ける工業港・漁港でもある。ボストン海軍工廠は港の遺産である。

## 交通

### 空港
ローガン国際空港は、イーストボストン地区にあり、ボストンのほとんどの定期旅客便を取り扱っている。また南北アメリカやアジア、ヨーロッパとの国際線が乗り入れている。
市を囲んで、ゼネラル・アビエーション（輸送事業以外の一般民間航空）の大きな飛行場が三つあり、北がベバリー市営飛行場、西がベッドフォードのハンスコム・フィールド、南がノーウッド・メモリアル飛行場である。ロードアイランド州プロビデンスのT・F・グリーン空港と、ニューハンプシャー州マンチェスターのマンチェスター・ボストン地域空港も、ボストン圏に定期旅客便を提供している。

### 鉄道

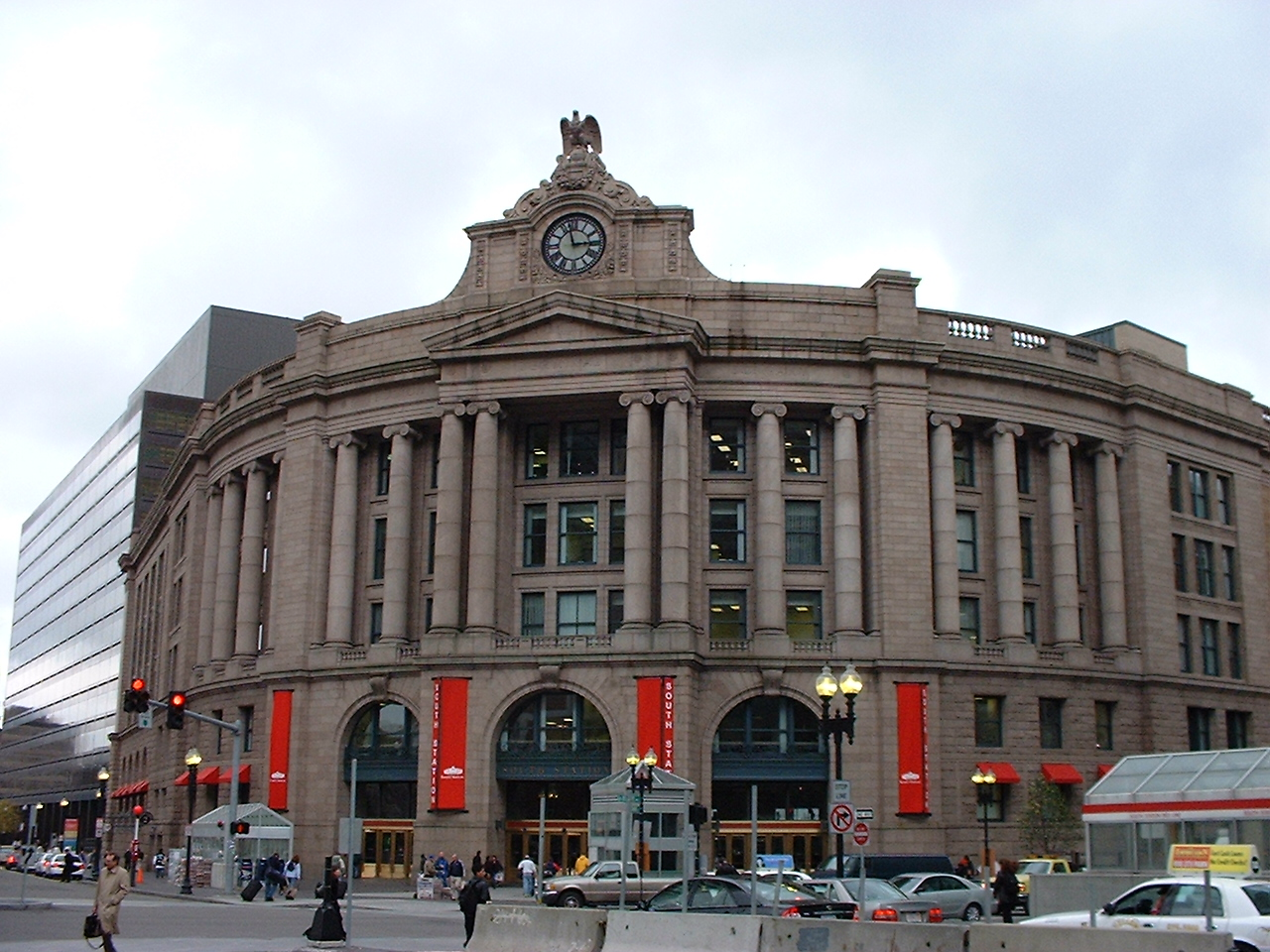
サウス・ステーション（ボストン南駅）はボストン都市圏の中で最大の鉄道駅

ボストン市民の3分の1近くが、通勤に公共交通機関を利用している。アメリカ最初の地下鉄網であるマサチューセッツ湾交通局（MBTA）の地下鉄が運行されており、これは現在全米で4番目に繁忙な地下鉄であり、線路の全長は105kmにまで延伸し、北はモールデン、南はブレイントリー、西はニュートンにおよぶ。この地下鉄網は「T」という愛称で呼ばれている。交通局はこれ以外に、繁忙度全米第6位のバス網（MBTA Bus）のほか、水上往復便、そして繁忙度全米第5位のコミューター・レールも運営している。コミューター・レールは、営業距離321km超、北はメリマック・バレー、西はワーススター、南はプロビデンスまで伸びる。
長距離旅客列車を運行するアムトラックのターミナル駅は路線によってサウス駅（ボストン南駅）とノース駅（ボストン北駅）の2箇所に分かれている。サウス駅から出発した列車はバック・ベイ駅で停車する。北東回廊を進む列車は、ルート128駅方面に向かう。シカゴ行きの列車は、ウースター線に入線する。ノース駅から出発するアムトラックの列車は北方のメイン州に向かう「ダウンイースター」である。

### 道路
ボストンのダウンタウン地区の街路は、碁盤目状に整備されておらず、17世紀初頭以来、曲がりくねった形で成長していった。その時々の必要に応じて道が作られ、また波止場と土地の埋立てによって、小さかったボストンの半島が徐々に拡大してきたからである。いくつかのロータリー交差点があるのに加え、一見でたらめに道の名前が変わったり、車線が途中で増減したりする。一方、バックベイ地区、イーストボストン地区、サウスエンド地区、サウスボストン地区では格子状の都市設計がされている。

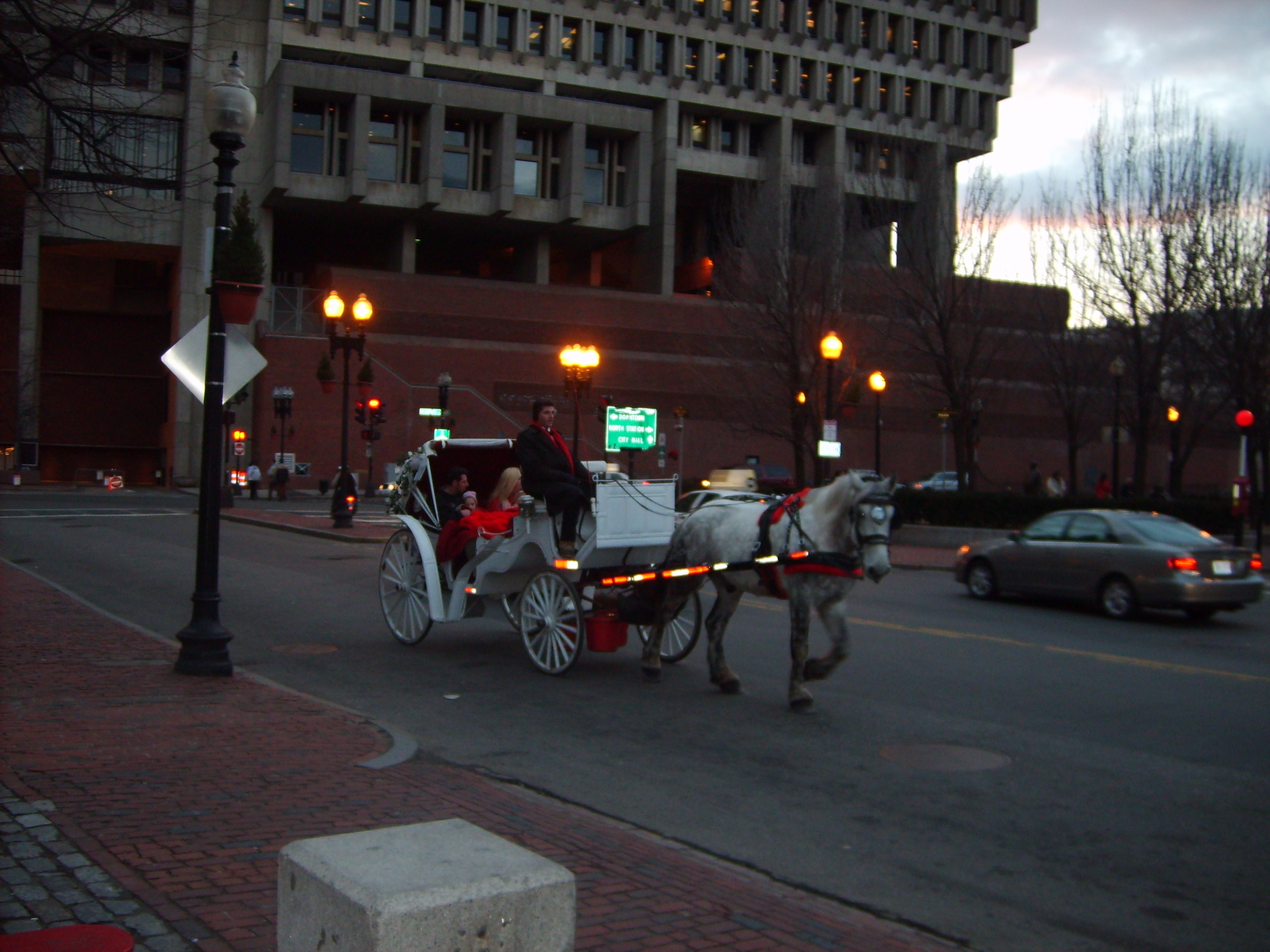
ボストンの道路の多くは、17世紀からの馬車道がもとになっている。馬車は今日でもたまに見かけることができる。

ボストンは、州間高速道路90号線（I-90）の東の終点である。90号線は、マサチューセッツ州内ではマサチューセッツ・ターンパイク（高速道路）と併走している。市を取り巻くように走る州間高速道路95号線（I-95）は、この地域では、州の伝統的な付番に従って、マサチューセッツ128号線（ルート128）と呼ばれている。合衆国1号線（U.S.1）、州間高速道路93号線（I-93）およびマサチューセッツ州3号線（ルート3）は、チャールズタウンからドーチェスターへと市内を南北に走る中央幹線をなしている。以前は、中央幹線の高架がダウンタウンを走っており、交通渋滞が絶えなかったが、ビッグ・ディグと呼ばれる工事が2006年初頭に大部分完成し、地下トンネルに置き換えられた。
ボストンには「ウォーキング・シティ（歩く街）」という愛称があるように、他の同規模の街に比べ徒歩での通勤・通学が大きな役割を果たしている。コンパクトな街であること、学生人口が多いことから、人口の13%が徒歩で通勤・通学しており、この割合は主アメリカの主要都市の中で最大である。「バイシクリング」誌は2006年3月号で、ボストンを自転車には最も向いていない都市の一つとしているが、それでも自転車通勤・通学の割合は最高クラスである。2007年9月には市長により、自転車で走りやすい街にすることを目標とした「ボストン・バイクス」と呼ばれる計画が着手された。

## 文化
現在、カトリックはボストンにおける最大の宗教的コミュニティとなっている。
ボストンの文化的伝統は、周りのニューイングランド全体と多くの点で共通している。ボストン・イングリッシュと呼ばれる、音節末尾や子音の前の/r/を発音しない東ニューイングランドなまりや、魚介類、塩、乳製品に重点を置いた地域料理もそうである。ボストンの政治的・宗教的風土には、アイルランド系アメリカ人の及ぼした影響が大きい。土壌は20世紀初頭以来、ケネディ家、ティップ・オニール、ジョン・F・フィッツジェラルドなどが培ってきた。ボストンの文化的風土は高く評価されており、その理由の一つは学問的な名声にある。ボストンの文化は、大学から発している部分が大きい。
また、ボストンには「ボストン・スラング」と呼ばれる新語がある。スラングといっても現在のボストン市はそれなりに大きいので、割と開かれた表現である。アンダーグラウンドなサブカルチャーとは、この地でビジネスが腐敗した時代に検閲が行われ、わいせつ描写と一括りに葬られた批判精神であり、それに対する挑戦が「ボストンでは禁止」などと揶揄されたのであった。

### 芸術

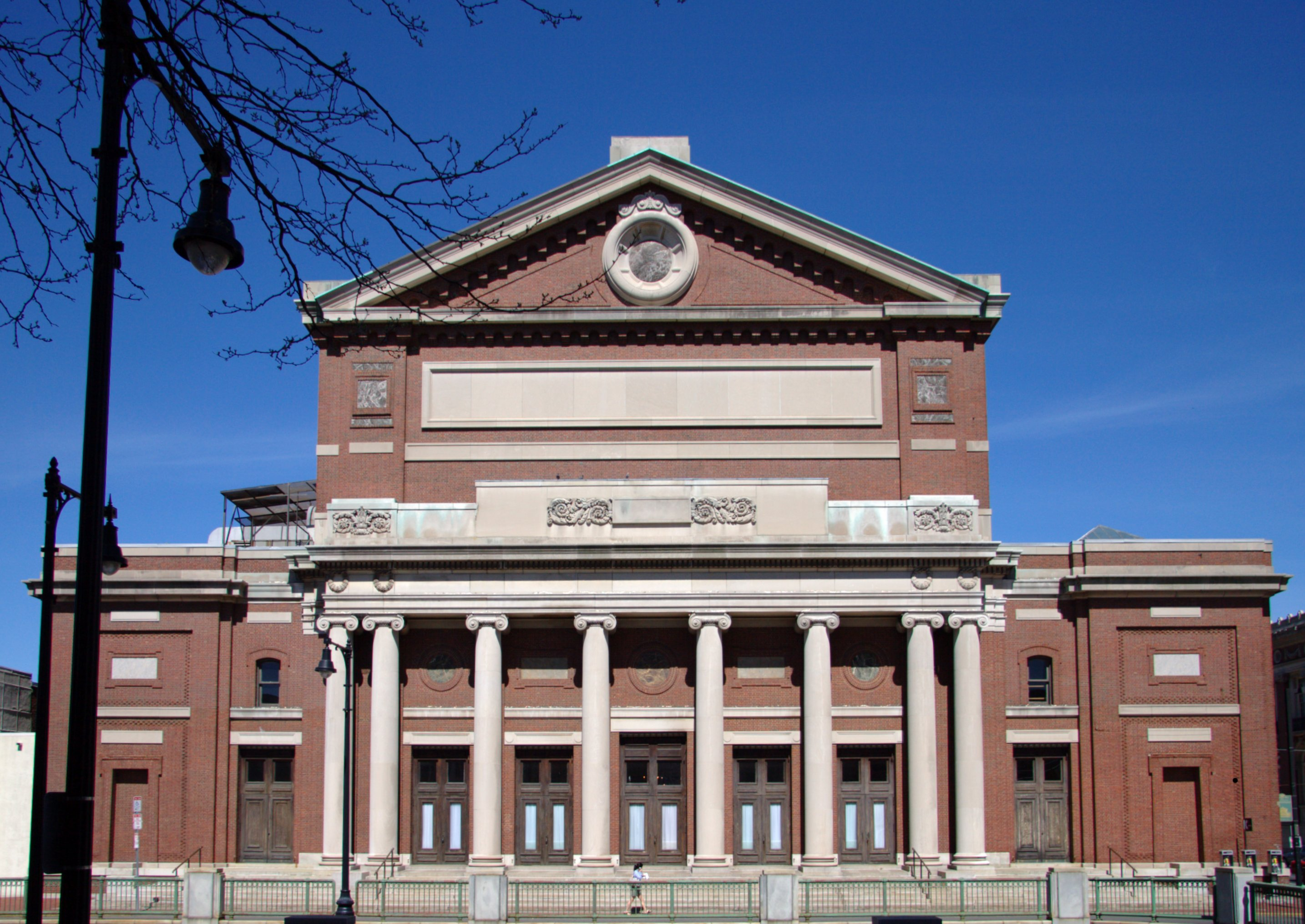
ボストンのシンフォニーホール。ボストン交響楽団及びボストン・ポップス・オーケストラが演奏している。

市内には壮麗な劇場がいくつかあり、カトラー・マジェスティック・シアター、ボストン・オペラハウス、シティ舞台芸術センター、オーフィウム劇場がある。有名な芸術団体としては、ボストン交響楽団、ボストンバレエ、ボストン・ポップス・オーケストラ、セレブリティ・シリーズ・オブ・ボストン、ボストン初期音楽祭、ボストン・リリック・オペラ社、オペラボストン、エマニュエル・ミュージック、ヘンデル・アンド・ハイドン・ソサエティ（アメリカで最も古い合唱隊の一つ）がある。毎年恒例の大きなイベントもたくさんあり、大晦日の「ファースト・ナイト」、クリストファー・コロンブス臨海公園で行われるボストン芸術祭、カトリックの聖人たちを称えてノースエンドで行われるイタリアの夏の祭礼がある。また独立記念日前後の期間には、6日間にわたるハーバーフェスト祭 や、チャールズ川両岸での花火とともに行われるボストン・ポップス・オーケストラのコンサート など、いくつかのイベントが行われる。

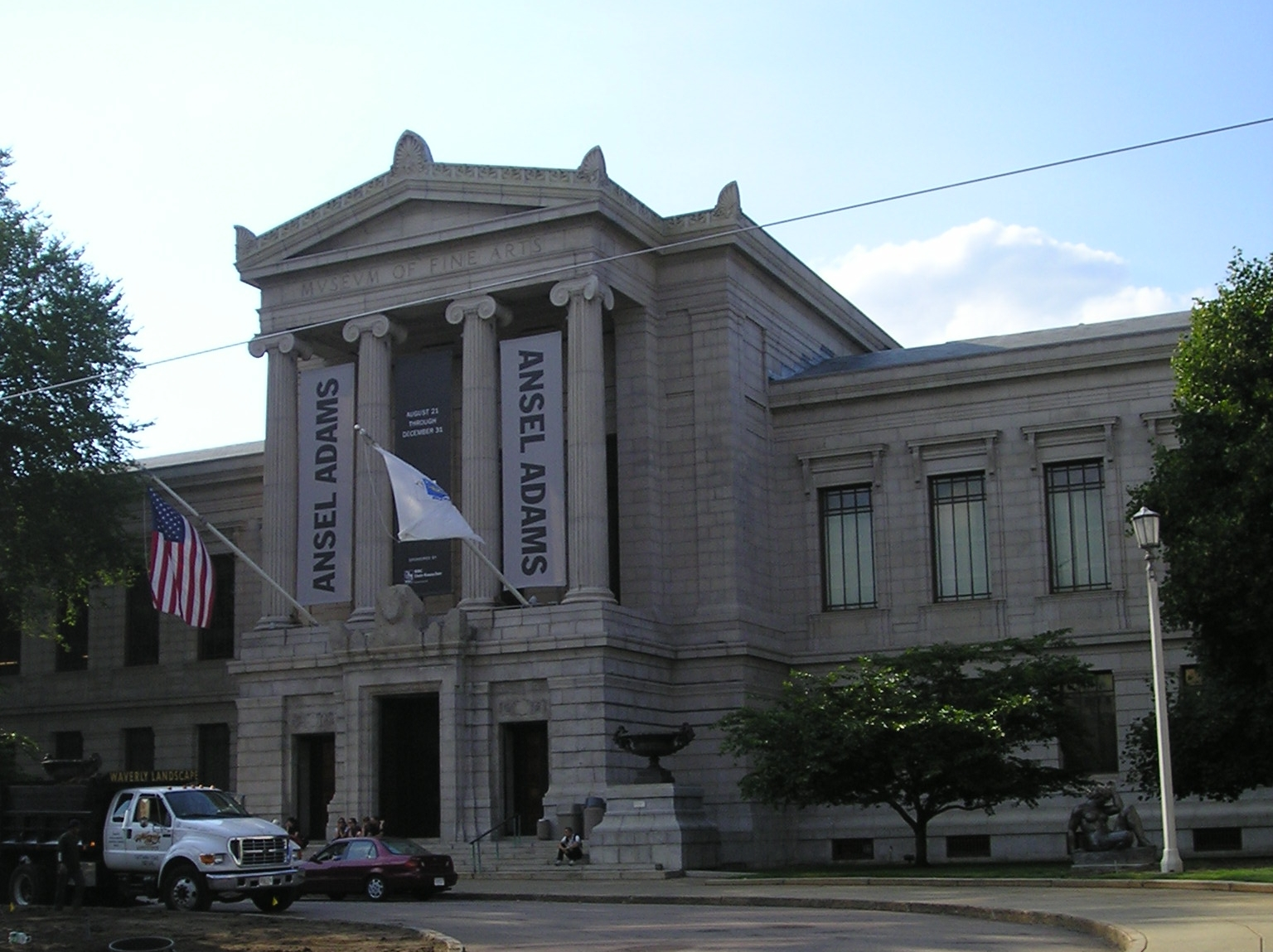
ボストン美術館

ボストンには、著名な美術館もいくつかある。ボストン美術館、イザベラ・スチュワート・ガードナー美術館などである。2006年12月に現代美術協会が、バックベイ地区からDiller Scofidio + Renfro社がデザインした港湾地区の建物に移転した。コロンビア・ポイントにあるマサチューセッツ大学のキャンパスには、ジョン・F・ケネディ図書館がある。ボストン図書館（アメリカで最も古い独立の図書館の一つ）、ボストン・チルドレンズ・ミュージアム、ブル・アンド・フィンチ・パブ（建物はテレビドラマ「チアーズ」で知られている）、ボストン科学博物館、ニューイングランド水族館が市内にある。
ボストンは、ハードコア・パンク音楽の発祥地の一つでもある。ボストンのミュージシャンたちは、長年このジャンルの音楽シーンに大きな貢献をしてきた。ボストンの街は、1990年代にローカルなサード・ウェーブ・スカやスカ・パンクの先進地となった。その音楽シーンをリードしたのが、ザ・マイティ・マイティ・ボストーンズや、ザ・オースルトニアンズといったバンドであった。1980年代、ハードコア・パンク・ロックを集めたアルバムThis Is Boston, Not L.A.は、このジャンルの立役者となったバンドたちにスポットを当てている。ザ・チャンネル、オールストン地区のBunnratty's、The Rathskellerといったナイトクラブは、地元のパンク・ロック・バンドと、遠くの町から来たバンドの両方が演奏することで知られていた。現在では、これらのナイトクラブはすべて閉鎖されている。多くは、近年のジェントリフィケーションの中で取り壊された。

### 観光

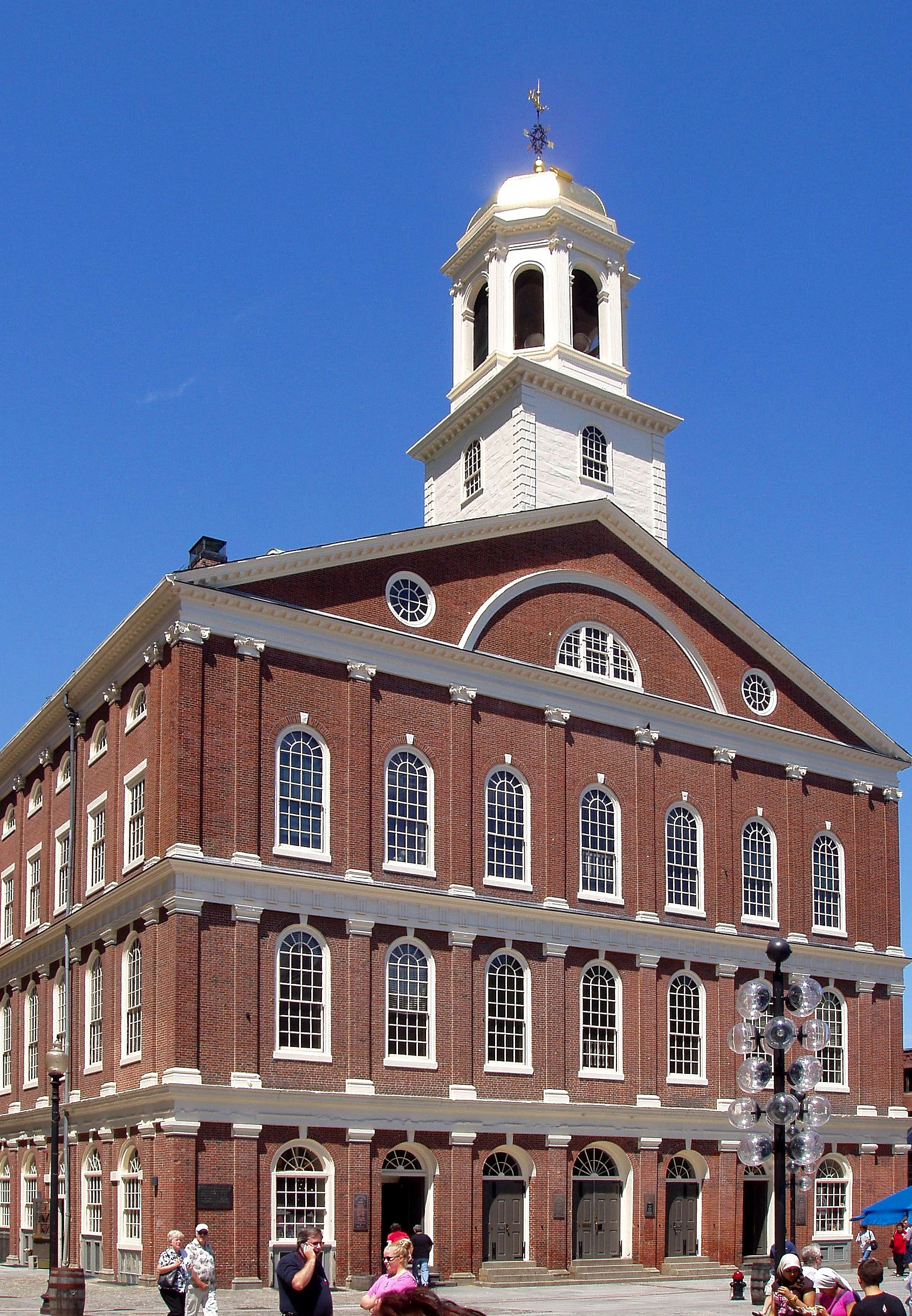
ファニエル・ホール。アメリカ独立戦争で大きな役割を果たし、「自由の揺りかご」と呼ばれることもある。フリーダム・トレイルというウォーキング・コースの中でも有名なスポットである。

ボストンはアメリカ独立戦争で大きな役割を果たしたことから、この時期の史跡の一部は、ボストン国立歴史公園の一部として保存されている。その多くは、「フリーダムトレイル」というルートに沿って歩けば見て回ることができる。フリーダムトレイルは、地面に赤い線が引かれた約4kmのウォーキングコースであり、ボストンコモンから始まり、州議事堂、パークストリート教会、オールドサウス集会所、旧州議事堂、ボストン虐殺事件跡地、オールドノース教会、チャールズタウンのバンカーヒル記念塔など、16の公式スポットを巡る。ファニエル・ホール近くのクインシー・マーケットは、ショッピング、食事、各種イベントが楽しめ、観光客や市民が集まる場所となっており、年間1800万人以上がここを訪れる。

### ボストン英語
英語の「ボストン・アクセント」は、アメリカでケネディ一家やハーバードの卒業生の話し方としてよくパロディの対象となっている。音節末尾や子音の前の/r/を発音しない。また開いたa音である/ɑː/を用いるため、"bath"という単語が"baath"（バース）のように聞こえる。ボストン英語には、"wicked"（「とても」の意味）、"frappe"（アイスクリームでできたミルクシェイク）など、多くの独特の語彙がある。ボストン初期の多くの入植者がイングランドのイースト・アングリアやリンカンシャー出身であったことから、17世紀の同地方における/r/を発音しない話し方が、現在のボストン・アクセントの起源となっている。

### 食文化
ボストンの料理はその他のニューイングランドの料理と同様、魚介類や乳製品に重点を置いている。ニューイングランドクラムチャウダー、フィッシュアンドチップス（たいていはタラを用いる）、ベイクトビーンズ、ロブスター、アサリ蒸し、揚げハマグリが有名である。
ボストンには様々な民族料理レストランなど多くのレストランがある。1980年代からボストンでは、国家的に名声の高いシェフ、ジャスパー・ホワイト、ミン・ツァイ、トッド・イングリッシュの主導のもと、食生活に急激な変化が起こった。彼らそれぞれのレストラン（サマー・シャック、ブルー・ジンジャー、オリーヴズ）が大いにボストンの食の地位を向上させた。長年ケンブリッジで過ごしていた公共放送サービスのテレビタレント、ジュリア・チャイルドも同じく活躍した。
ユニオン・オイスター・ハウスは1826年から営業しているアメリカでもっとも古いレストランである。カキの半開き、ニューイングランドクラムチャウダー、その他のシーフードがカウンターから直接給仕される。ファニエル・ホール市場の一部クインシー・マーケットには様々なレストランや食品店がある。近くのバー「チアーズ」は観光客に人気の食事処である。
中華街には多くのアジア料理レストラン、パン屋、商店がある。近くには点心料理レストランに加え、日本料理、朝鮮料理、タイ料理レストランもある。
ノースエンド地区では様々なイタリア料理レストラン、ピザ屋、パン屋がある。ニューベリー・ストリートには多くの民族料理を扱うストリートカフェがある。一方、コプリー・プレイスではプルデンシャル・センターのフードコートなど多くのレストランがある。そこはリーガル・シーフード（ニューイングランドのシーフードを提供する組織）の本拠地でもある。

## マスメディア

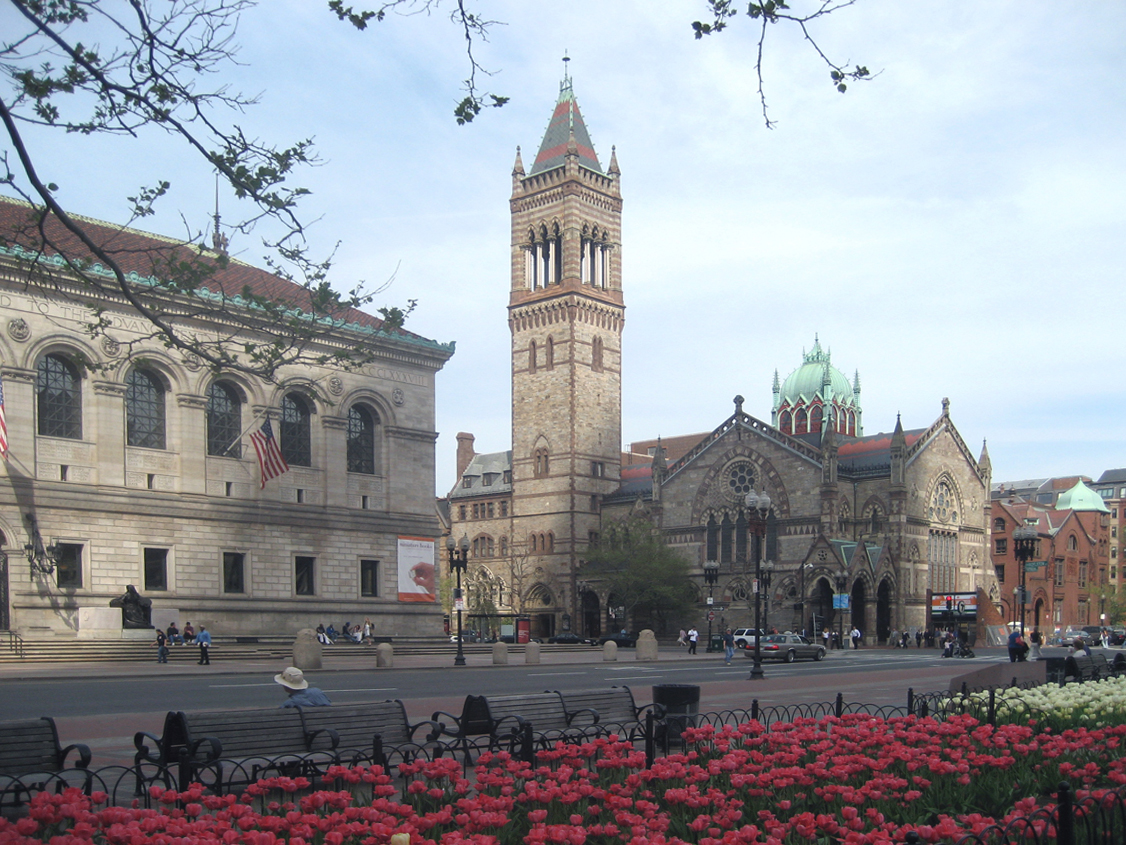
コープリー・スクエア。左はチャールズ・フォレン・マッキムが設計したボストン公共図書館、右はチャールズ・アモス・カミングズの設計したオールド・サウス・チャーチ。

ボストン・グローブ紙（ニューヨーク・タイムズ社が所有）とボストン・ヘラルド紙は、ボストンの2大日刊紙である。第3の日刊紙クリスチャン・サイエンス・モニター紙は、ボストンで編集され、アメリカ各地の印刷所で印刷が行われている。その他の出版物としては、ボストン・フェニックス、ボストン・マガジン、ザ・インプロパー・ボストニアン、ボストンズ・ウィークリー・ディグおよびメトロ誌のボストン版がある。ボストン・グローブは、市の公立高校向けのティーンエイジャー誌も発刊している。ティーンズ・イン・プリント（T.i.P.）は、市内のティーンエイジャーらによって書かれ、1学年のうちに4回発刊されている。
ボストンの放送市場は、ニューイングランドで最大であり、特にラジオの市場は全米第11位の規模である。主なAM放送局には、トークラジオ局のWRKO（680 kHz）、スポーツとトークのWEEI（850 kHz）、ニュースのWBZ（1030 kHz）がある。様々なFM局も放送を行っており、ナショナル・パブリック・ラジオ（NPR）局である、WBURやWGBHなどがある。大学運営のラジオ局として、WERS（エマーソン大学）、WHRB（ハーバード大学）、WUMB（マサチューセッツ大学ボストン校）、WMBR（マサチューセッツ工科大学）、WZBC（ボストン・カレッジ）、WMFO（タフツ大学）、WBRS（ブランダイス大学）、WTBU（ボストン大学、ただしキャンパス内とウェブ上のみ）、WRBB（ノースイースタン大学）、WMLN（カリー・カレッジ）がある。
ボストンのテレビ放送圏は、ニューハンプシャー州マンチェスターも含むが、全米第7位の規模である。WBZ（CBS系列）、WCVB（ABC系列)、WHDH（独立局）、WFXT（FOX系列）、WUNI（ユニビジョン系列）、WLVI（CWテレビジョンネットワーク）、WBTS-LD（NBC系列）など、主要なテレビネットワークの局はすべて放送を行っている。このほか公共放送サービス（PBS）ネットの局、WGBHもボストンにあり、PBSの多くの番組を制作している。PBSは姉妹局としてWGBXも運営している。ボストンのテレビ局のほとんどは、送信機をニーダムやニュートン近くに置いている。

## スポーツ

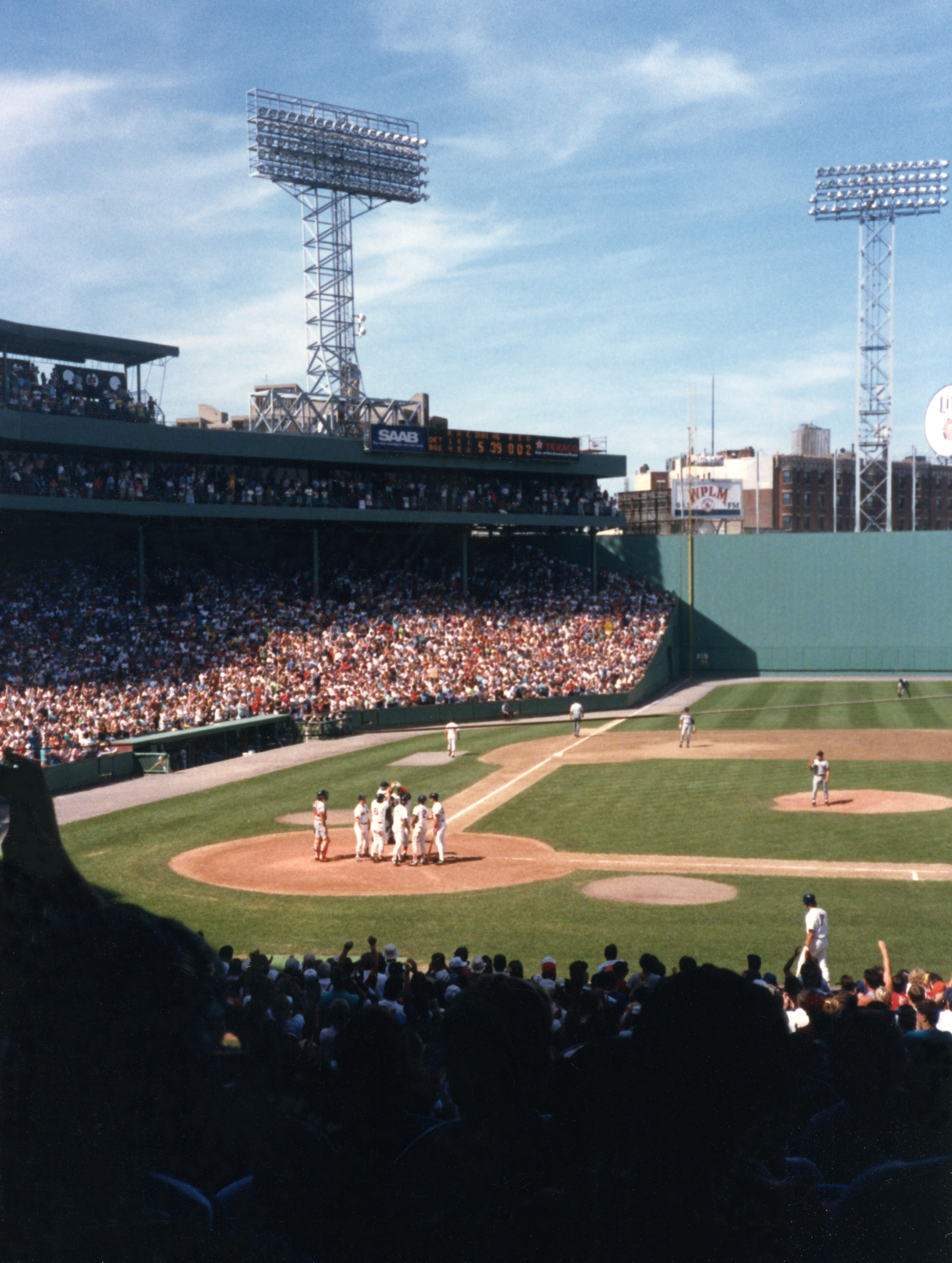
フェンウェイ・パークでのボストン・レッドソックスの試合

ボストン・レッドソックスは、メジャーリーグベースボール（MLB）のアメリカンリーグ発足時（1901年）からのメンバーであり、2007年のワールドシリーズチャンピオンである。ホーム・ゲームは、フェンウェイ地区ケンモア・スクエア近くのフェンウェイ・パークで行われる。同球場は1912年の建設で、北米4大プロスポーツリーグを通して、アメリカで現在使用されているスポーツアリーナ、スタジアムの中では最も歴史がある。
ボストンは、1903年に近代ワールドシリーズの最初の試合が行われた場所でもある。この時対戦したのは、ア・リーグのチャンピオンであるレッドソックスと、ナ・リーグのチャンピオン、ピッツバーグ・パイレーツであった。レッドソックスは1903年当時「ボストン・ピルグリムズ」と呼ばれていたとの説があるが、これは根拠がないようである。ボストンで最初のプロ野球チームは、レッドストッキングズであり、1871年のナショナルリーグの創設メンバーであった。同チームは1883年からビーンイーターズと名前を変えて1911年までプレーし、1912年からはボストン・ブレーブズと名前を変えたが、1952年のシーズン終了後にミルウォーキーへ移転した。更にその後の1966年にアトランタへ移転し、現在アトランタ・ブレーブスとしてプレーしている。

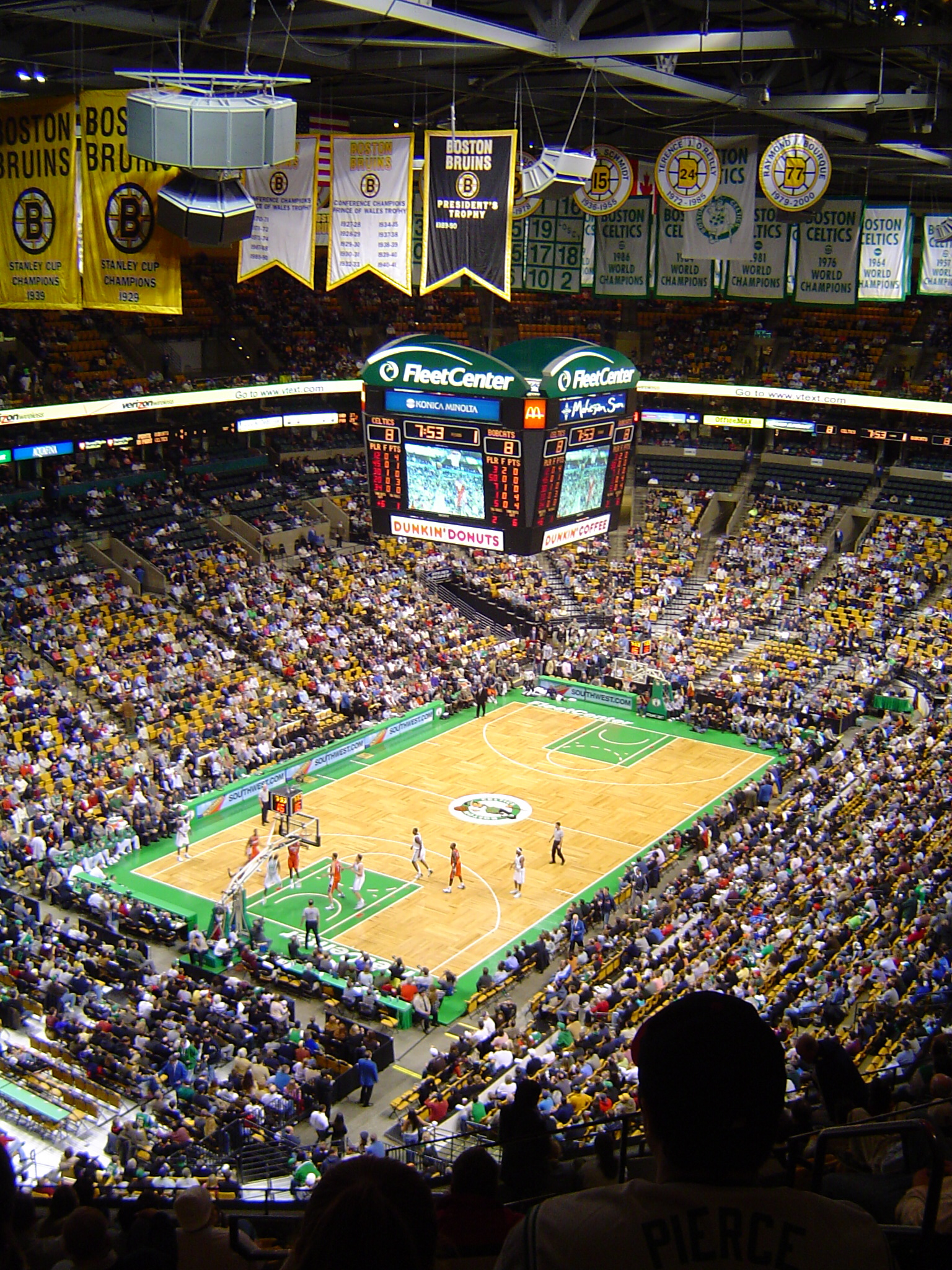
2004年、ボストン・セルティックスのTDガーデンでの試合

ボストン・ノースステーションに隣接するTDガーデン（旧称TDバンクノース・ガーデン、フリート・センター、ショーマット・センター）は、3つのメジャーリーグチームの本拠地となっている。ナショナル・ラクロス・リーグのボストン・ブレイザーズ、アイスホッケー（NHL）のボストン・ブルーインズ、そして2008年NBA優勝チームであるボストン・セルティックスである。同スタジアムは、バスケットボールの試合会場に1万8624席、アイスホッケーの会場には1万7565席を有する。ブルーインズは、NHLの最初のアメリカのメンバーであり、オリジナル・シックスのフランチャイズである。セルティックスは、バスケットボール・アソシエーション・オブ・アメリカ（後にもう一つのリーグと統合してNBAとなる）の創立メンバーである。セルティックスは、1957年から2008年まで17回優勝しており、他のNBAチームよりも獲得したタイトル数で飛び抜けている。
アメリカンフットボールのニューイングランド・ペイトリオッツは、1971年以来フォックスボロ郊外でプレーしてきたが、そもそもは1960年にボストン・ペイトリオッツとして結成されたチームである。アメリカン・フットボール・リーグ (AFL) の創立メンバーであり、1970年にナショナル・フットボール・リーグ（NFL）に加盟した。スーパーボウルで、2001年、2003年、2004年と3回タイトルを勝ち取っている。ペイトリオッツは、メジャーリーグサッカーのニューイングランド・レボリューションとともに、ジレット・スタジアムを使用している。
このようにそれぞれが長い歴史を持つ各チームだが、1986年にセルティックスがNBAチャンピオンに輝いて以降、ボストンは長らく北米4大スポーツリーグのタイトルから遠ざかっていた。しかし2001年シーズンにペイトリオッツがチーム史上初のスーパーボウル制覇を成し遂げると、これを皮切りに2004年にレッドソックスが85年ぶりのワールドシリーズ制覇、2008年にセルティックスが21シーズンぶりのNBAファイナル制覇を成し遂げる。そして2011年にブルーインズが1972年以来、実に39年ぶりにスタンレー・カップを制覇した。これはボストンにとって21世紀に入って以降、10年間で7つ目の北米4大プロスポーツリーグのタイトルとなった。またこの結果、ボストンにフランチャイズを置く北米4大プロスポーツリーグ全てのチームがわずか8年間で各リーグを全て制覇したこととなり、これはどの都市も成し遂げたことがないアメリカ史上初の快挙となった。このようにボストンは21世紀以降、北米4大プロスポーツリーグで目覚ましい成績を収めている。

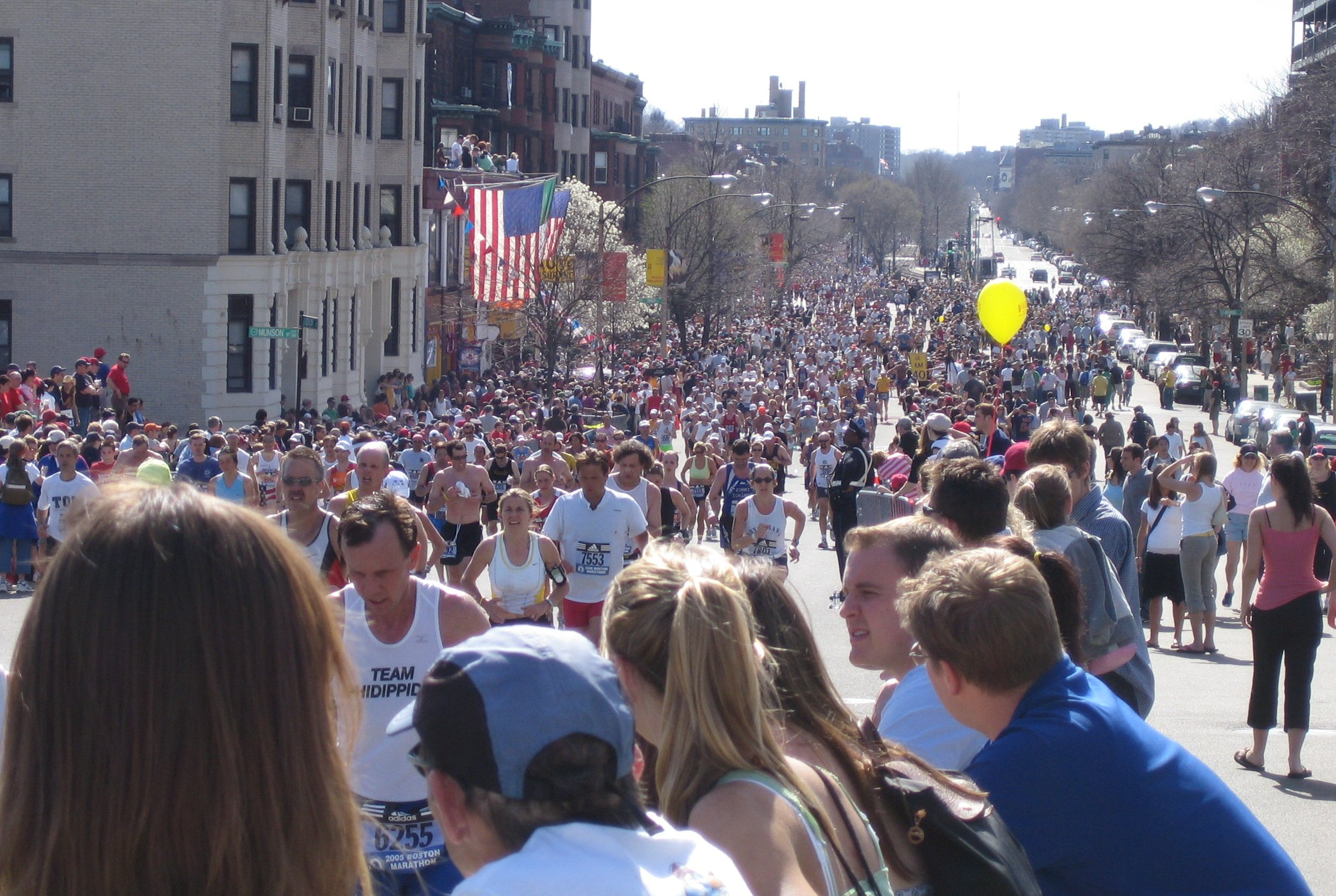
ボストンマラソン（2005年）

ボストンの多くの単科・総合大学が、カレッジスポーツで活躍している。市内には、全米大学体育協会（NCAA）のディビジョンIに所属する学校が4つある。ボストン・カレッジ（アトランティック・コースト・カンファレンス加盟）、ボストン大学（アメリカ・イースト・カンファレンス加盟）、ノースイースタン大学（コロニアル・アスレチック・アソシエーション加盟）、ハーバード大学（アイビー・リーグ加盟）である。ECACホッケーに属するハーバードを除く3校は、ホッケー・イーストカンファレンスに属する。これら4大学のホッケーチームは、毎年「ビーンポット・トーナメント」と呼ばれるトーナメントで一堂に会する。ゲームは、TDガーデンで2月の月曜の夜2晩にかけて行われる。
ボストンで最も有名なスポーツイベントの一つが、ボストンマラソンであり、ホプキントンからバックベイ地区のコープリー・スクエアまで42.195kmを走る。このマラソンは世界で最も歴史があり、参加者も多い。レースは4月の愛国記念日に行われ、必ずレッドソックスのホームゲームと同時に午前11時05分（2007年は10時05分）から始まる。正午前に始まるメジャーリーグベースボールの試合は、1年を通してこのときだけである。市で行われるもう一つの大きなイベントが、チャールズ川のレガッタレース、ヘッド・オブ・チャールズ・レガッタである。
| クラブ                                                        | リーグ | スポーツ               | プレー地                                     | 創設   | 優勝歴                                              |
| ------------------------------------------------------------- | ------ | ---------------------- | -------------------------------------------- | ------ | --------------------------------------------------- |
| ボストン・レッドソックス                                      | MLB    | 野球                   | フェンウェイ・パーク                         | 1901年 | ワールドシリーズ優勝 (9) ア・リーグ・ペナント (14)  |
| ニューイングランド・ペイトリオッツ                            | NFL    | アメフト               | ジレット・スタジアム                         | 1960年 | スーパーボウルタイトル (6) AFCチャンピオン (11)     |
| ボストン・セルティックス                                      | NBA    | バスケットボール       | TDガーデン                                   | 1946年 | NBAファイナル優勝 (18)                              |
| ボストン・ブルーインズ                                        | NHL    | アイスホッケー         | TDガーデン                                   | 1924年 | スタンレー・カップ (6)                              |
| ニューイングランド・レボリューション                          | MLS    | サッカー               | ジレット・スタジアム                         | 1995年 | USオープンカップ (1)、 スーパーリーガ (1)           |
| ボストン・ブレイカーズ                                        | NWSL   | サッカー（女子）       | ハーバード・スタジアム（英語: Jordan Field） | 2001年 | なし                                                |
| ボストン・カノンズ                                            | MLL    | ラクロス（アウトドア） | ハーバード・スタジアム                       | 2001年 | スタンフィールド・カップ（英語: Steinfeld Cup） (2) |
| ニューイングランド・ブレイザーズ（英語: New England Blazers） | NLL    | ラクロス（インドア）   | TDガーデン                                   | 2008年 | なし                                                |
| ニューイングランド・リプタイド（英語: New England Riptide）   | NPF    | ソフトボール           | マーティン・ソフトボール・フィールド         | 2004年 | コールズ・カップ (1)                                |

- 2025年8月時点

## 政府機関

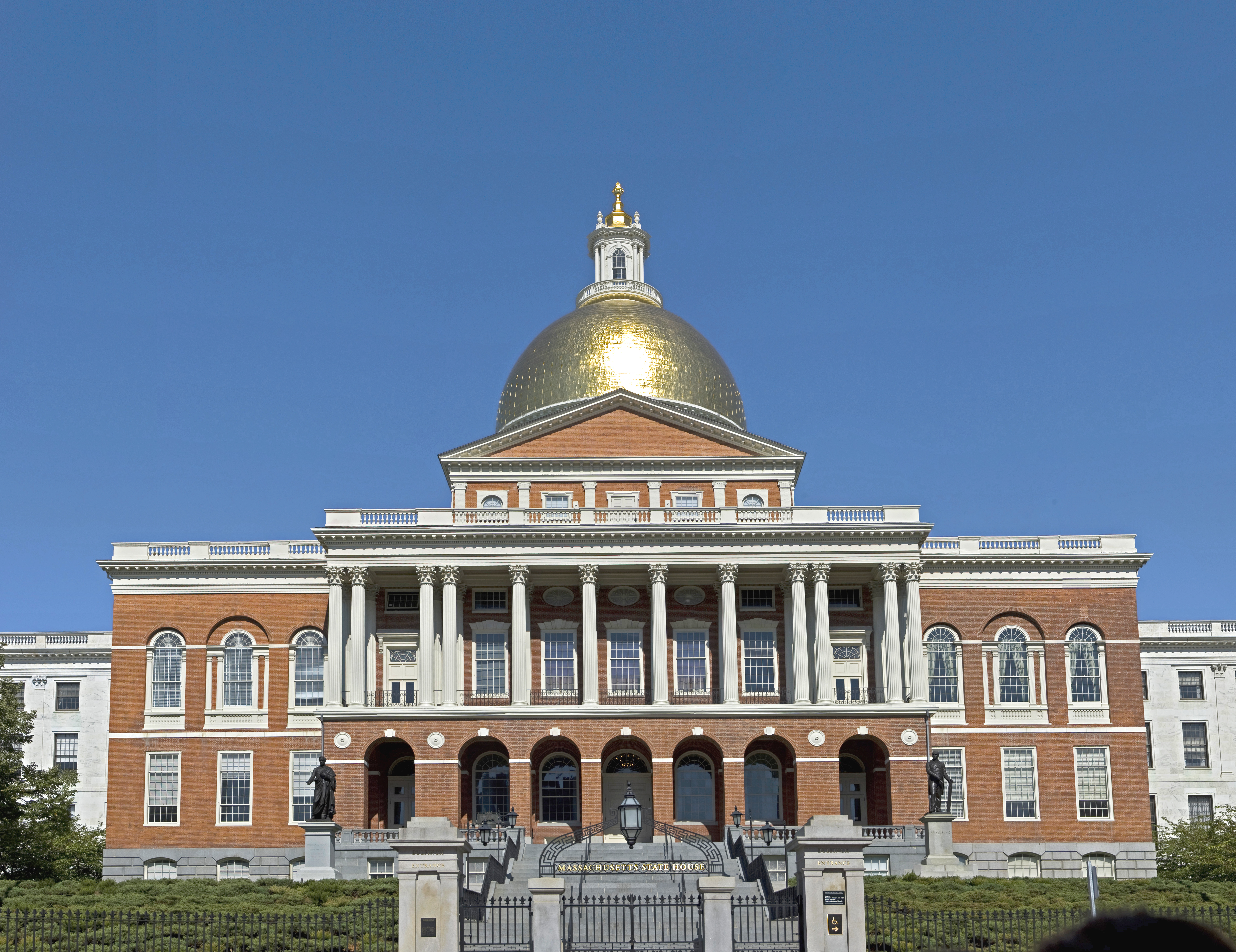
マサチューセッツ州会議事堂（チャールズ・ブルフィンチ設計）

ボストンは、市長に広汎な行政権を与えるストロング・メイヤー制をとっている。市長は、多数投票制で、4年の任期で選ばれる。市評議会は、2年ごとに改選される。選挙区議席が九つあり、それぞれ、その選挙区の住民から多数投票で選出されるほか、全体選出の議席が4つある。有権者は、全体選出の評議員に対し4票まで投じることができるが、1人の候補者に対しては1票までである。得票数の合計が最も多い者から4人が当選となる。評議会の会長は評議員の中から互選で選ばれる。ボストン公立学校委員会の委員は市長に任命される。ボストン再開発局と、地区審判委員会（市長から任命される7人の合議体）が、土地利用計画についての責任を分け持つ。
市の政府機関とは別に、数多くの委員会や州政府機関（マサチューセッツ州環境保全・レクリエーション局、ボストン公衆衛生委員会、マサチューセッツ州港湾局）がボストン市民の生活に関わりを持っている。マサチューセッツ州の州都として、ボストンは州の政治の上で重要な役割を担っている。また、市には、ジョン・F・ケネディ連邦オフィスビルや、トマス・P・オネイル連邦ビルなど、アメリカ連邦政府の関連施設もいくつかある。また、連邦第1巡回区控訴裁判所、連邦マサチューセッツ地区地方裁判所も置かれている。ボストン連邦準備銀行（連邦準備銀行の第1地区）の本部もある。連邦下院のマサチューセッツ第8選挙区及び第9選挙区に含まれる。

## 市民生活

### 教育
ボストンは「アメリカのアテネ」との名声を得ているが、これは、大ボストン都市圏内にある100を超える単科・総合大学における教育・研究活動に負うところが大きい。ボストンとケンブリッジだけでも、大学に通う学生は25万人を超える。ボストン市内では、ボストン大学が市で4番目に多くの雇用を有しており、大きな地位を占めている。キャンパスはチャールズ川沿いのコモンウェルス・アベニューと、医学部がサウスエンド地区にある。もう一つの大きな私立大学であるノースイースタン大学は、フェンウェイ地区にあり、特にビジネススクールと保健科学スクール、協同教育プログラムが有名である。ウィーロック・カレッジ、マサチューセッツ美術・デザイン大学、シモンズ・カレッジ、エマニュエル・カレッジ、マサチューセッツ薬学・保健科学大学、ウェントワース・テクノロジー大学は、フェンウェイ・カレッジズの創立メンバーであり、ノースイースタン大学に隣接している。小規模な私立大学であるサフォーク大学は、ロースクールで知られ、ビーコンヒルにキャンパスを構える。ニューイングランド・ロースクールは、シアター・ディストリクトにある小規模な私立ロースクールで、もともとはアメリカ唯一の女子だけのロースクールとして設立された。小規模な私立単科大学であるエマーソン大学は、舞台芸術、ジャーナリズム、著述、映画の分野で高い評価を得ている。ボストンコモン近くにある。ボストン・カレッジは、もともとのキャンパスはサウスボストンにあったが、ボストン（ブライトン地区）とニュートンとの境界をまたぐ場所に移転した。ボストン・カレッジは、ボストン・カトリック大司教管区から隣接する土地を購入して以来、ブライトン地区の方に拡張しつつある。

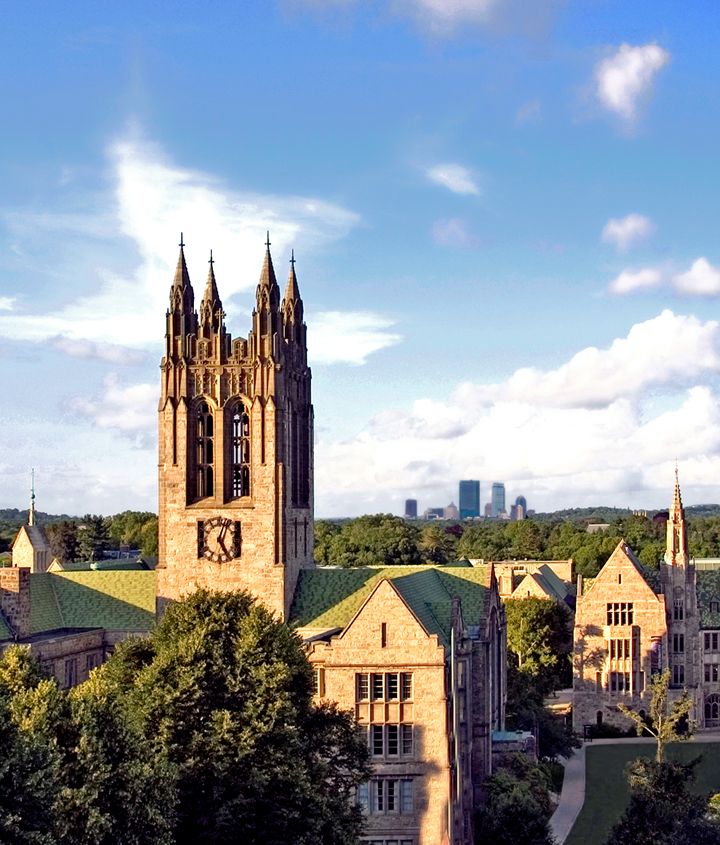
ボストン・カレッジ

ボストンにはボストン美術学校、マサチューセッツ美術大学、ニューイングランド美術・デザイン学校（サフォーク大学の一部）、ニューイングランド音楽学校（アメリカで最も古い独立の音楽学校）、ボストン音楽学校、ボストン美術館スクール、バークリー音楽大学など、音楽学校や美術学校がいくつかある。ボストンに存在する公立大学はドーチェスターのコロンビア・ポイントにあるマサチューセッツ大学ボストン校の一校であり、他にコミュニティ・カレッジとしてロクスベリー・コミュニティ・カレッジとバンカーヒル・コミュニティ・カレッジがある。

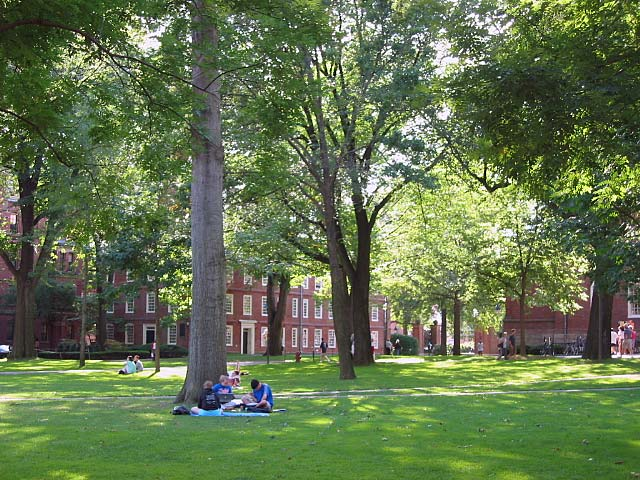
ケンブリッジのハーバード・ヤード。アメリカ最古の高等教育機関であるハーバード大学の中心部。ボストン・オールストン地区からチャールズ川を渡ったところにある。

ボストン市内には市外のいくつかの大学の施設が多く存在する。ハーバード大学は、アメリカで最も歴史のある、そして最も有名といえる高等教育機関であり、ボストンからチャールズ川を渡ったケンブリッジにある。同大学のビジネススクールとメディカルスクールはボストン市内にあり、また、ボストンのオールストン地区への拡張計画もある。マサチューセッツ工科大学（MIT）は、もともとボストンで誕生し、長い間「ボストン・テック」と呼ばれていたが、1916年に川を渡ったケンブリッジに移転した。タフツ大学は、タフツ・メディカル・センターの隣にメディカル・デンタル・スクールを運営している。メディカル・センターは、451床を有する学術医療機関で、フル・サービスの成人病院と、小児科病院の二つが入っている。クインシーの東ナザレ大学はボストン都市圏で唯一のキリスト教福音主義の大学で、ボストン市内でホームレスの人々に対する奉仕活動を行っている。世界初のコンサルティングファームArthur D. Little社によって、"Arthur D. Little School of Management"として、Arthur D. Little社発祥の地であるボストンに設立された経営大学院ハルト・インターナショナル・ビジネススクール（Hult International Business School）のMBAプログラムはアメリカの教育機関のランキングを出しているエコノミスト・インテリジェンスにより、アメリカ国内1年MBAコースとしてトップにランキングされている。
ボストンの公立学校は、アメリカで最も歴史のある公立学校制度であり、幼稚園から第12学年に至るまで、5万7000人の児童・生徒が入学している。公立学校は145校から成る。その中でボストン・ラテン・スクールは、1635年に創立されたアメリカ最古の公立学校で、ボストン・ラテン・アカデミーと並ぶ難関校であり、入学は第7学年と第9学年のみ、第7学年から第12学年までの生徒が在籍する。また、イングリッシュ・ハイスクールは1821年に創立された最古のハイスクールであり、メイザー・スクールは1639年に創立された最古のエレメンタリー・スクールである。そのほか、私立学校、教区立学校、チャーター・スクールもある。人種的マイノリティの児童・生徒3000人が、METCO事業によって郊外の学校に通学している。2002年のフォーブス誌のランキングによれば、ボストンの公立学校は卒業率82%を誇り、アメリカ国内で最も優れた大都市学校制度であるとされている。2005年、公立学校制度に編入されている生徒・児童のうち、45.5%が黒人（アフリカ系アメリカ人）、31.2%がヒスパニックまたはラテンアメリカ系、14%が白人、9%がアジア系であった（なお、市全体の人種別構成比は、黒人24%、ヒスパニック14%、白人49%、アジア系8%である）。ボストン青年基金は、ハイスクールの年齢の生徒向けに夏期職業紹介プログラムを用意している。
また、日本人研究者で組織するボストン日本人研究者交流会が活動している。

### 医療
ロングウッド医療・学術地区は、医療・研究機関が集まっているボストンの一地区である。ベス・イズリアル・ディーコネス・メディカル・センター、ブリガム・アンド・ウィメンズ・ホスピタル、ボストン小児病院、ダナ・ファーバー癌研究所、ジョスリン糖尿病センター、ハーバード・メディカルスクール、ハーバード公衆衛生学校、ハーバード歯科医療学校などがここにあり、マサチューセッツ総合病院（MGH）がビーコンヒル近くにあり、マサチューセッツ眼科・耳科病院、スポールディング・リハビリテーション病院も存在する。また、ボストンのジャマイカプレイン、ウェスト・ロックスベリー地区には、アメリカ退役軍人省の医療センターがある。

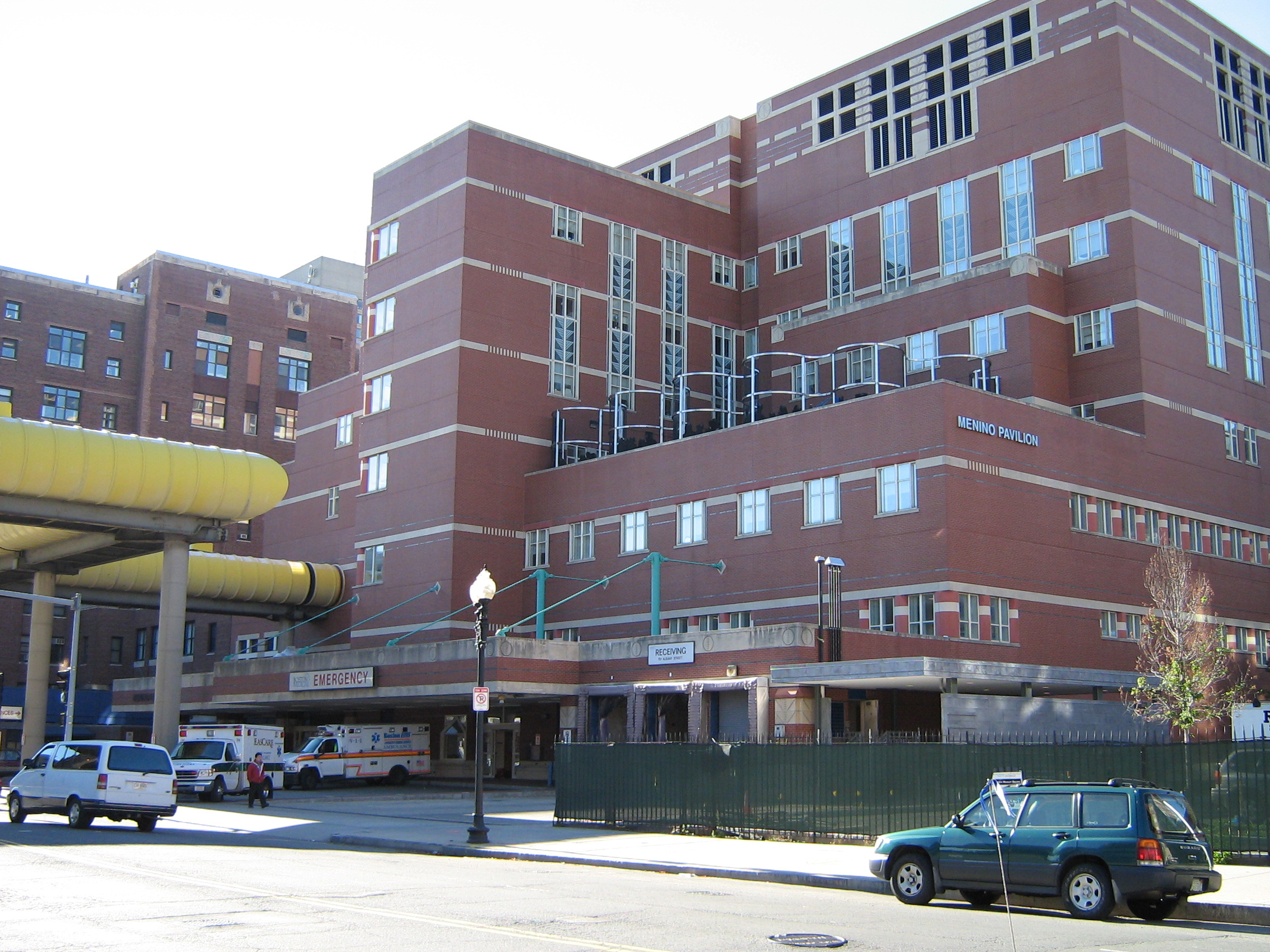
ボストン医療センター

ボストンの大規模医療機関の多くが、大学と連携している。ロングウッド医療・学術地区の医療機関及びマサチューセッツ総合病院は、ハーバード・メディカルスクールと提携している有名な研究医療センターである。チャイナタウン地区南部のタフツ医療センター（旧称タフツ・ニューイングランド医療センター）は、タフツ大学のメディカルスクールと提携している。サウスエンド地区のボストン医療センターは、ボストン大学のメディカルスクールの主要な教育施設であるとともに、ボストン圏で最大の外傷センターである。同センターは、ボストン大学病院とボストン市立病院（アメリカで最初の自治体病院）の合併により生まれた。
救急医療サービスはボストン市救急局によって提供される。

### 生活サービス
水道・下水道サービスを供給するのは、ボストン上下水道委員会である。同委員会は、マサチューセッツ州水資源局（MWRA）から水・下水道処理サービスを購入している。市の水道はクアビン貯水場（市の105km西）およびワチュセット貯水場（市の56km西）から来ている。電力は規制緩和により、発電会社については消費者が選ぶことができるが、送電についてはNSTAR社が独占している。天然ガスを供給するのはナショナル・グリッド（買収前はボストン・ガスを承継したキースパン社）で、商業・工業利用の顧客に限り、その他の天然ガス会社を選択することができる。
固定電話サービスを提供するのは、主にベライゾン（ニューイングランド・テレフォン、NYNEX、ベル・アトランティック、ベル・システムを承継）である。様々な携帯電話会社のサービスも利用することができる。ケーブルテレビは、コムキャストとRCN社が利用でき、一定の地域では両社がブロードバンドインターネット接続も提供している。様々なデジタル加入者線（DSL）事業者も、ベライゾンの電話線を用いたブロードバンド接続を提供することが可能である。

## 出身者
- アンドリュー・プレストン
- エドガー・アラン・ポー
- ベンジャミン・フランクリン

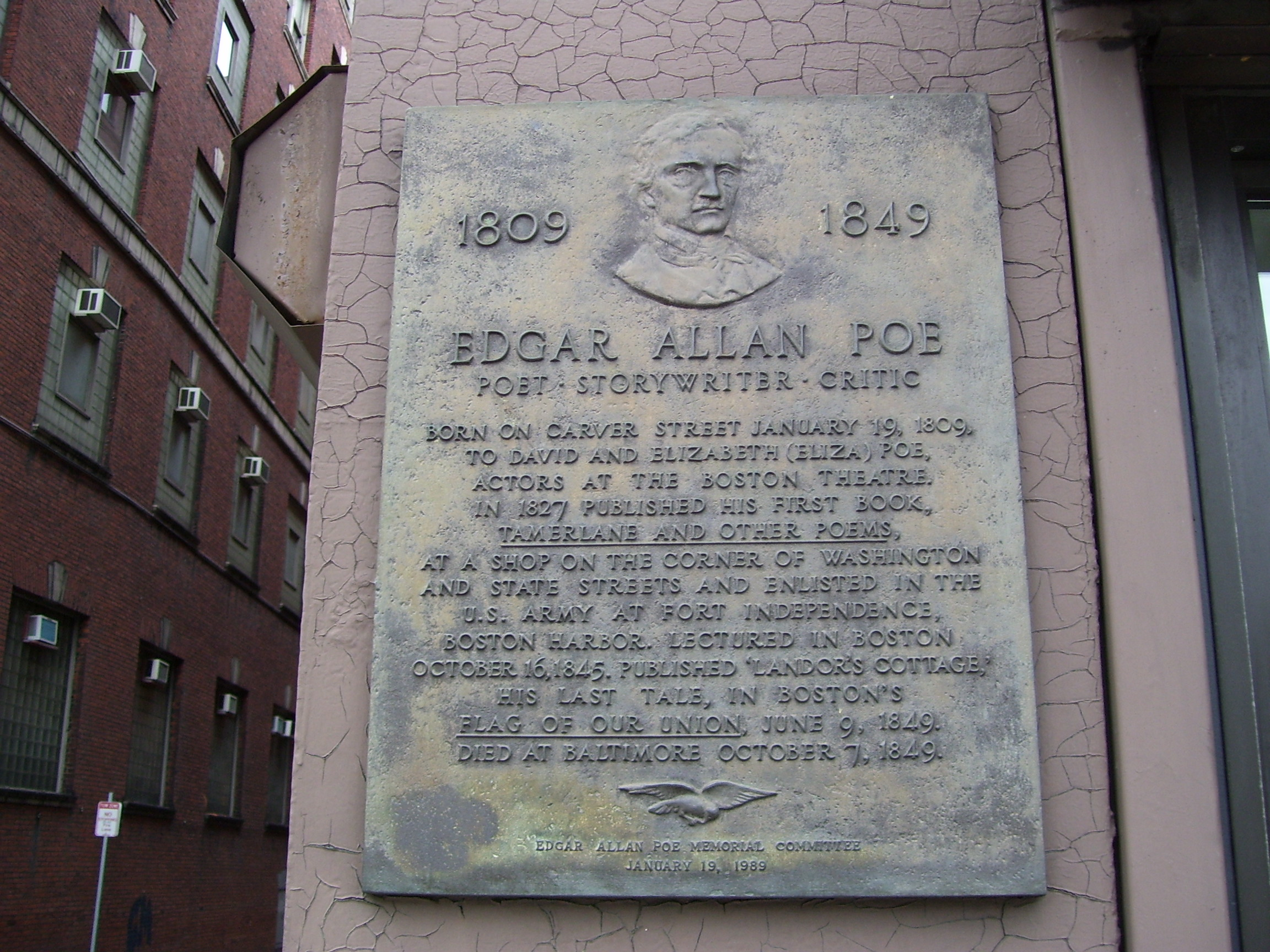
ポーの生誕地付近にある記念プレート

- ジョン・F・ケネディ（正確には郊外のブルックライン出身）
- ジョン・フランシス・ケリー
- エアロスミス
  - スティーヴン・タイラー
  - ジョー・ペリー
  - トム・ハミルトン
  - ブラッド・ウィットフォード
  - ジョーイ・クレイマー
- ジェームス・テイラー
- ターシャ・テューダー
- コンヴァージ
- チャック・ウィルソン
- マット・デイモン
- モーラ・ティアニー
- コンスタンティン・カヴァルノス
- デヴィッド・ウー
- イサベル・アトキン
- 岡田ロビン翔子（チャオ ベッラ チンクエッティ）
- クリス・エヴァンス
- マーティ・ウォルシュ[166]

## 姉妹都市
ボストンの姉妹都市は以下の8都市である。
| 市                     | 国             | 締結年 | 出典            |
| ---------------------- | -------------- | ------ | --------------- |
| 京都市                 | 日本           | 1959年 | [ 168 ]         |
| ストラスブール         | フランス       | 1960年 | [ 169 ] [ 170 ] |
| バルセロナ             | スペイン       | 1980年 | [ 171 ]         |
| 杭州市                 | 中華人民共和国 | 1982年 | [ 167 ]         |
| パドヴァ               | イタリア       | 1983年 | [ 172 ]         |
| メルボルン             | オーストラリア | 1985年 | [ 173 ]         |
| 台北市                 | 中華民国       | 1996年 | [ 174 ] [ 175 ] |
| セコンディ・タコラディ | ガーナ         | 2001年 | [ 167 ]         |

また、次の3都市との間でより緩やかな友好関係・パートナーシップ関係を結んでいる。
| 市                       | 国         | 締結年 | 出典            |
| ------------------------ | ---------- | ------ | --------------- |
| リンカンシャー州ボストン | イギリス   | 1999年 | [ 176 ] [ 177 ] |
| ハイファ                 | イスラエル | 1999年 | [ 178 ]         |
| バリャドリッド           | スペイン   | 2007年 | [ 179 ]         |